# Néstor Kirchner
Néstor Carlos Kirchner (Río Gallegos, 25 de febrero de 1950-El Calafate, 27 de octubre de 2010) fue un abogado y político argentino, presidente de la Nación Argentina entre el 25 de mayo de 2003 y el 10 de diciembre de 2007, intendente de Río Gallegos entre el 10 de diciembre de 1987 y el 10 de diciembre de 1991, gobernador de la provincia de Santa Cruz entre el 10 de diciembre de 1991 y el 24 de mayo de 2003, y diputado por la provincia de Buenos Aires desde 2009 hasta el 27 de octubre de 2010. Además, se desempeñó como primer caballero de Argentina durante el mandato de su esposa, Cristina Fernández de Kirchner, entre el 10 de diciembre de 2007 y el 27 de octubre de 2010.
Realizó sus estudios de abogacía en la Facultad de Ciencias Jurídicas y Sociales de la Universidad Nacional de La Plata, donde en 1974 conoció a Cristina Fernández, con quien se casó en 1975. De ideología peronista, militó durante sus años de estudiante en la Federación Universitaria de la Revolución Nacional y en la Juventud Universitaria Peronista. A mediados de 1976 ―en el contexto de la dictadura cívico-militar argentina (1976-1983)― se trasladaron a vivir a Río Gallegos, donde abrió junto a su esposa un estudio jurídico propio. En 1981, fundó junto a Cristina Fernández y a Alicia Kirchner, su hermana, el Ateneo Juan Domingo Perón, y al año siguiente la unidad básica Los Muchachos Peronistas, que le sirvieron de estructura para aspirar a la intendencia de su ciudad en las elecciones de 1983.
En 1987 ganó las elecciones a intendente encabezando la lista del Frente para la Victoria Santacruceña, lo que le granjeó suficiente apoyo para ser electo en 1991 gobernador de su provincia por el 61% de los votos. Desde Santa Cruz, luego de una breve buena relación con el Gobierno menemista, se convirtió en uno de sus principales opositores dentro del justicialismo. El gobernador y su esposa ―entonces legisladora provincial― pertenecían al Peronismo Renovador, cuyo referente a nivel nacional era Antonio Cafiero. Se opusieron al proyecto relacionado con el litigio del campo de hielo patagónico sur, la privatización de Aerolíneas Argentinas, contra la privatización de YPF, y de los ferrocarriles el Pacto Fiscal II, la Reforma Laboral y la Ley de Hidrocarburos, entre otras.
En las elecciones presidenciales de 2003 Kirchner encabezó la lista del Frente para la Victoria. Obtuvo el segundo lugar con el 21,65% de los votos. Accedió a la presidencia luego de que su oponente, el también peronista Carlos Menem, renunciara a la segunda vuelta electoral. En los meses siguientes buscó consenso con los partidos políticos opositores a nivel nacional. Entre las medidas de su gobierno se destacan: la reducción a la mitad en los niveles de pobreza, indigencia y desempleo, la renovación de la Corte Suprema de Justicia, los juicios por delitos de lesa humanidad, la recomposición de las relaciones con los países de Latinoamérica —principalmente Brasil y Venezuela—, el rechazo en conjunto con otros países de la región al ALCA y el pago total de la deuda externa al Fondo Monetario Internacional (FMI).
En las elecciones de 2009 obtuvo una banca en la Cámara de Diputados por la provincia de Buenos Aires. Ese año también fue elegido presidente del Partido Justicialista. Durante la primera presidencia de su esposa acompañó como legislador y referente político sus decisiones de Gobierno; a la vez que también fue elegido secretario general de la Unasur. Durante 2010 su salud se debilitó seriamente. En febrero de ese mismo año fue operado de la carótida y en septiembre fue sometido a una angioplastia donde se le colocó un stent. Sus médicos le recomendaron que cambiara su estilo de vida debido al estrés. Luego de unas semanas de reposo, volvió a la actividad política. Sin embargo, falleció el 27 de octubre a los 60 años.
Desde su fallecimiento, diferentes dirigentes que formaron parte de su gobierno y opositores al gobierno kirchnerista —entre ellos Roberto Lavagna, Martín Lousteau, Alberto Fernández, Martín Redrado— coincidieron en que hasta 2007 se produjo en Argentina un proceso económico positivo con aumento del salario real, crecimiento en la calidad y cantidad de empleo, crecimiento de la construcción y la industria por sustitución de importaciones, así como disminución de la pobreza y mejoras en la distribución del ingreso. Sin embargo, otros dirigentes ―entre ellos Miguel Peirano y Amado Boudou― sostuvieron que el modelo de gobierno de Kirchner y el de Cristina Fernández fueron iguales. La política económica de Kirchner fue elogiada por el economista y premio nobel Joseph Stiglitz. Sus ideas políticas y económicas son referentes dentro del kirchnerismo y de sectores del peronismo.

## Biografía personal

### Familia
Néstor Carlos Kirchner nació el 25 de febrero de 1950 en la ciudad de Río Gallegos, ubicada en el Territorio Nacional de Santa Cruz.
Fue el segundo de tres hermanos del matrimonio entre el argentino Néstor Carlos Kirchner Cšnning (18/09/1917 - 01/02/1981) y la chilena María Juana Ostoić Dragnić (Punta Arenas, Chile, 22/08/1920 -17/02/2013).
Su hermana mayor se llama Alicia Margarita Antonia (18/07/1946) y su hermana menor María Cristina (15/07/1961).
Su padre, también oriundo de la capital santacruceña, era hijo de un bonaerense natural de Trenque Lauquen y de una santafesína oriunda de Romang. Sus ancestros eran suizos del Cantón de Berna. Era la segunda generación desde que los Kirchner arribaron a la Patagonia argentina. Trabajó en el correo, en la zona del desierto patagónico, y con los años llegó a ser tesorero de la repartición. También trabajaba, junto a sus dos hermanas, en la administración y las representaciones comerciales de un almacén que heredó de su padre. La madre de Néstor era de Punta Arenas (ciudad en el extremo sur de Chile); su familia, descendiente de croatas, tenía a cargo el telégrafo de la ciudad, mientras que el padre de María era carpintero. Los padres de Néstor se conocieron hablando por telégrafo y conversaron por ese medio, hasta que tiempo después Néstor viajó a Punta Arenas a conocer a María e iniciaron un noviazgo a distancia que duró un año. Finalmente se casaron en agosto de 1946.
En lo político, su abuelo paterno Carlos era conservador. Fue uno de los fundadores de la Unión Cívica Radical en el Territorio Nacional de Santa Cruz. A fines del siglo XIX, Oma Kirchner y su esposo emigraron desde la ciudad de Interlaken –en el cantón suizo alemán de Berna– con rumbo a Río Gallegos. Su abuelo paterno, Néstor Carlos Kirchner, montó dentro de su propia casa de chapas el almacén de ramos generales Kirchner & Cuiñas, el cual prosperó. Néstor Carlos (el padre de Néstor) se convirtió en el primer mecánico dental del pueblo, administró el cine Carreras y armó una empresa como mayorista de golosinas. Fue también telegrafista del correo y, cable mediante, conoció a su par en Punta Arenas Juana María Ostoic la madre del presidente, quienes tuvieron tres hijos: Alicia, María Cristina y un único varón Néstor Carlos Kirchner. Su madre María provenía del conservadurismo chileno y su padre era peronista. La pareja residió con el pequeño Néstor dos años en Chile tras el advenimiento de la dictadura militar autodenominada Revolución Libertadora, en 1955 tras los cuales sus padres se refugiaron en Chile hasta 1957.

### Niñez
De pequeño sufrió tos convulsa y uno de sus ojos quedó estrábico. En aquella época los médicos recomendaban ―erróneamente― tapar dicho ojo para que sanara, por lo que Néstor llevó un parche durante casi dos años. Rubén Cárdenas, amigo de la infancia, recuerda que pese a su aspecto «no permitió que nada envenenara su entusiasmo […] sabía ganarse la simpatía de la gente».
Durante los inviernos ―recuerda su hermana Alicia― se juntaba con amigos y andaban en trineo. Su lugar preferido era la bajada de calle Alberdi. Según una amiga de la infancia iban en trineo «hasta el almacén». Con Eduardo Ríquez competía a ver quién sabía más de la historia del Racing Club, su equipo de fútbol favorito.
En 1955 comenzó a cursar la primaria en la Escuela n.º 1 Fernando de Magallanes. En Río Gallegos no existía el jardín de infantes. Algunos de sus amigos de la escuela eran mayores que él y lo protegían cuando otros alumnos lo molestaban con apodos como «cara con mango» o «Lúpin» como el personaje de ojos saltones que aparecía en las historietas de la revisa Capicúa. En el año 57, luego de la creación de la provincia de Santa Cruz y sucesivas huelgas docentes, Néstor Carlos y la mayoría de sus compañeros se mudaron al colegio provincial República de Guatemala.

### Adolescencia
En 1963 comenzó la escuela secundaria en el colegio nacional República de Guatemala, ubicado en el mismo edificio donde realizó la primaria, pero con un horario seminocturno. En aquella época tuvo otros amigos, aunque nunca dejó de frecuentar a sus viejos conocidos Oscar Cacho Vázquez y Juan Carlos Has.
Durante ese primer año no fue un alumno aplicado y según Pandolfo era desobediente, desordenado e irrespetuoso con la autoridad de celadores y maestros. [cita requerida]En segundo año sus padres decidieron enviarlo como pupilo a la Escuela Agrotécnica Salesiana, a once kilómetros de Río Grande. Los alumnos se levantaban a las cinco de la mañana, desayunaban e ingresaban a clases hasta el mediodía. Luego del almuerzo hacían tareas de granja, desde atender el tambo hasta sembrar las huertas. Regresaban a estudiar y luego a cenar y dormir. Completó dicho año y regresó al Colegio Nacional en Río Gallegos.
Al comenzar la escuela secundaria decidió dedicarse a la docencia. Según Pandolfo, ya en cuarto año de la secundaria tenía decidido hacer una carrera y seguía inclinándose por ser profesor. También según el mismo autor, ya se perfilaba la personalidad de Kirchner aunque todavía sin iniciarse en la actividad política. Por entonces sus objetivos eran modestos.
Kirchner no pudo hacer la carrera docente debido a su dificultad en la pronunciación de las consonantes fricativas. Entre los requisitos del Ministerio de Educación para la carrera docente, estaba la pronunciación adecuada. Era un apasionado del fútbol, de la historia argentina y sobresalía en Matemáticas. Ya en la escuela secundaria decía que iba a ser abogado, pero también pensó en estudiar Ingeniería.
Durante el último año de la secundaria fue elegido presidente del centro de estudiantes, momento donde comenzó a mostrar su perfil político. Su primer cargo electivo fue como presidente del Centro de Estudiantes del colegio República de Guatemala, donde ganó con la mayor diferencia registrada hasta entonces.[cita requerida] Desde aquel cargo apoyó cada una de las huelgas contra el gobierno del dictador Onganía, y organizó una sentada para impedir la expulsión de una profesora. También ese año ya analizaba la posibilidad ―luego concretada― de estudiar Derecho en La Plata. En lo laboral, Néstor ayudaba por las tardes a su padre en el negocio que tenía de representación y distribución de varias marcas comerciales y a su tío en una librería por las noches.
Kirchner jugó al básquet de 1965 a 1968, y gracias a su desempeño consiguió un lugar en el equipo del Nacional de Río Gallegos.
Durante esta etapa de la adolescencia, Kirchner tenía una vida social activa. Se reunía con amigos en el bar La Mónaco que los fines de semana era un local bailable y también corría carreras junto a su amigo Rubén en el Citroën 2CV de su padre. Durante julio de 1966 profundiza su militancia y compromiso político al organizar en La Plata la oposición a la decisión del gobierno de facto de intervenir las universidades nacional y anular el gobierno autónomo y tripartito. El 27 de julio se encontraba en unas breves vacaciones en La plata en casa de su tío paterno tras el receso escolar de invierno, su tío regenataba un bar cercano a la universidad Nacional dela Plata, estando allí se une a una manifestación junto a miembros de la JP para rechazar el fin de la autonomía universitaria decretado por la dictadura.
El 29 de julio de 1966, las fuerzas armadas irrumpen en cinco facultades de la Universidad de Buenos Aires (UBA) produciéndose la Noche de los Bastones largos. En la Plata el ejército interviene la facultad de derecho de la UNLP. En dicha noche Kirchner tras entrada del ejército recibe un fuerte golpe en la cabeza por parte de efectivos militares, siendo detenido y posteriormente hospitalizado.

### Juventud

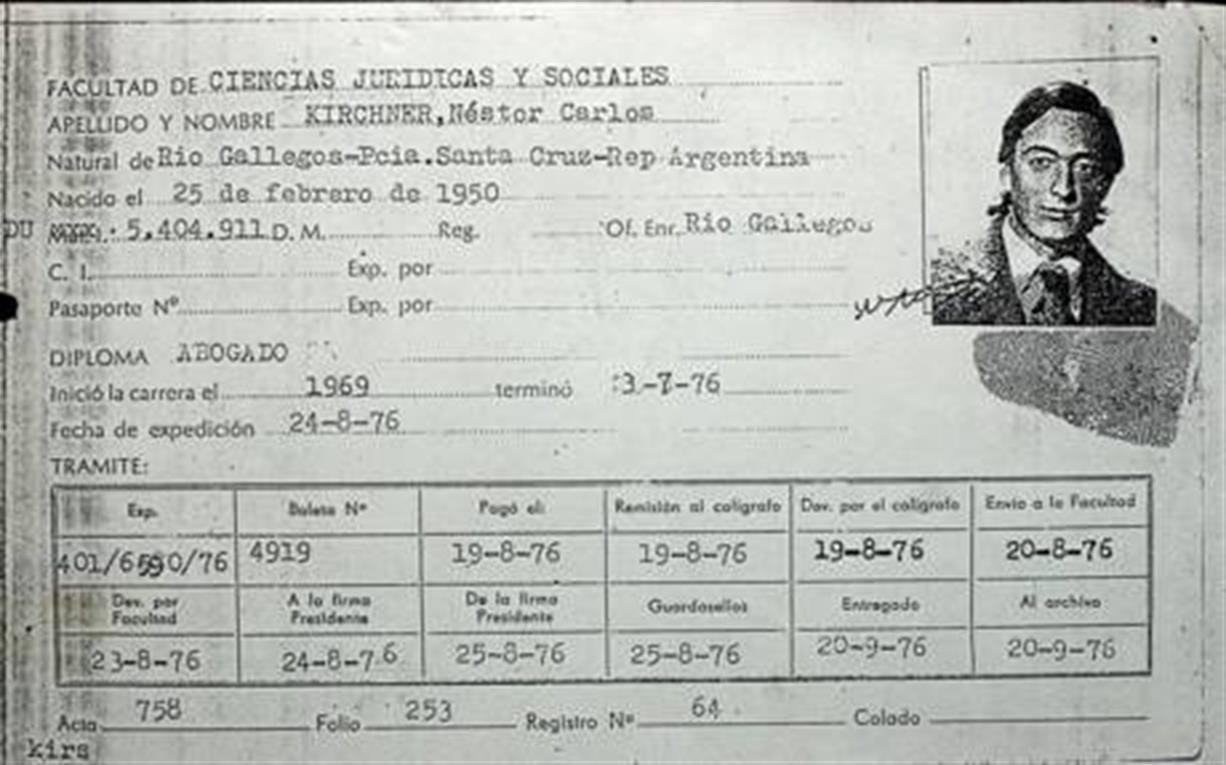
Ficha de estudiante de abogacía de la Universidad Nacional de La Plata de Kirchner.

En 1968 terminó el bachillerato en un curso de seis alumnos, tres varones y tres mujeres. No realizó el viaje de fin de estudios debido a que tenía que preparar los exámenes de ingreso de la carrera de Abogacía de la Facultad de Ciencias Jurídicas y Sociales. Llegó a La Plata en abril de 1969 en el contexto de una de las ciudades referentes del peronismo revolucionario.
Militó en la Federación Universitaria de la Revolución Nacional (una rama del peronismo de izquierda) y, entre debates políticos, conoció a una chica platense, Cristina Fernández, quien le propuso estudiar juntos, y que mantuvieron un noviazgo que duró seis meses. El 9 de mayo de 1975, Néstor y Cristina se casaron por Civil.
Al llegar, se instaló en una pensión llamada El Castillo ubicada en calle 45 número 312, entre 1 y 2, frente a la estación del tren. Compartía habitación con Juan Carlos Conochiari, militante montonero muerto en Córdoba en 1977. Según Pandolfo, posiblemente tuvo su primera incursión en el debate político con su compañero de habitación. Kirchner era un novato en el tema: de vivir en una ciudad «austera»[cita requerida] pasó a recorrer los pasillos de una de las universidades con mayor activismo juvenil del país. La discusión política estaba a la orden del día. El joven Néstor no tardó en integrarse a esta «moda».
En 1967 los estudiantes Rodolfo Achem, Carlos Miguel y Carlos Negri fundaron la Federación Universitaria de la Revolución Nacional (FURN), a la que en 1970 se integró Néstor. También formaron parte de dicha organización Marcelo Fuentes, Carlos Kunkel, Roberto Caballero, Carlos Alberto Moreno y Carlos Bettini, entre otros. Por aquellos años debían enfrentarse a la oposición que recibían del centro de estudiantes, tradicionalmente de Franja Morada y del cuerpo docente que era mayoritariamente antiperonista. Kirchner se iniciaría en la militancia apenas desembarcó en la Facultad. Se acercó entonces a una agrupación -la Federación Universitaria de la Revolución Nacional (FURN). La FURN fue la primera agrupación orgánica del peronismo en la Universidad, surgida en La Plata en 1966. Kirchner se incorporó a ese grupo en un momento -la dictadura encarnada por el general Onganía llevaba entonces tres años de vigencia, llegó a involucrarse de forma activa de los debates en la Universidad. Vivió primero en una pensión ubicada en la calle 45 n.º 312, entre 1 y 2.
Desde comienzos del 72 vivió en un departamento en la zona de la terminal de micros, cuyo alquiler compartía con otros tres estudiantes, Norberto Ferrantes, Raúl Angeloni y Juan José Balinote. Kirchner llevó todos esos años en La Plata una típica vida de estudiante universitario del interior, en particular de los que se concentraban en la política. Iba a las peñas, las guitarreadas y frecuentaba el comedor universitario. En esa etapa Kirchner viajaba a Río Gallegos solo una vez al año, durante las vacaciones, y en esos “regresos” solía darse una vuelta por una Unidad Básica, Los Mártires de Trelew, que reunía a jóvenes que militaban en “la tendencia”, pero no se involucró con la política santacruceña.
Según Pandolfo, como militante todavía no se destacaba como líder. Su primera iniciativa, fue la realización de una campaña respaldando el fallo del juez civil Salvador María Losada quien en 1970 había decretado la quiebra del frigorífico Swift y extendiendo la responsabilidad a la empresa Deltec, con sede en Bahamas, y que era representada en Argentina por el economista Adalbert Krieger Vasena. Esta iniciativa la llevó adelante junto a Daniel Fernández, quien recuerda que «con Néstor rescatamos ese fallo porque hizo cargo del quebranto a la empresa multinacional».
En 1972 se mudó a otra pensión en calle 60 entre 16 y 17. Allí vivía con otros tres estudiantes, Norberto Ferrantes, Raúl Angeloni y Juan José Balinote. Por aquellos años tenía la vida normal de un estudiante: se dedicaba a sus estudios pero también se hacía de tiempo para guitarreadas con sus amigos y para leer la revista deportiva El Gráfico.
En esos años, si bien por su militancia en la FURN conoció gente ligada a Montoneros, Kirchner nunca formó parte de dicha organización. Por su parte, la Juventud Universitaria Peronista ―a partir de las elecciones de marzo del 1973― se convirtió en la síntesis de las organizaciones preexistentes, entre ellas la FURN.
En 2003 Osvaldo Bayer afirmó que Néstor Kirchner había actuado como extra en la película La Patagonia rebelde (1974), formando parte del contingente de la Juventud Peronista que había participado en la misma luego del pedido que los productores le realizaran a Jorge Cepernic, gobernador de Santa Cruz, donde se filmaron los exteriores, precisando que había representado el papel de un obrero huelguista.
En 2004, en ocasión de proyectarse la película en la Casa Rosada, Kirchner dijo «todavía quiero cobrar lo que me correspondía».
En esa misma ocasión Héctor Olivera, director de la película, le contestó a Kirchner «que no se le pagó porque usted nunca devolvió la bandera roja, que debe tener ahí en su despacho».
Al día siguiente de la muerte de Néstor Kirchner, Héctor Olivera dijo en una conferencia de prensa realizada durante un festival en España que «[Kirchner] fue mi mejor extra».la actriz Ana Calentano estableció una breve amistad con Kirchner durante el film. El mismo Osvaldo Bayer confirmó el dato, e inclusive mostró el fragmento donde había actuado, porque gente de la PJ en aquel momento participó como extras en algunas escenas, fundamentalmente en las que hay manifestaciones y ahí se lo ve a Néstor en una. 
Tras el impacto que le causó la historia en su juventud, Kirchner ya como gobernador inició el apoyo oficial de las acciones de la sociedad civil para el rescate de la memoria histórica de los fusilamientos de obreros en la Patagonia ocurridos durante el gobierno de Yrigoyen.

Durante la filmación de La Patagonia rebelde le pedí al gobernador un grupo de gente para que hiciera de extra en el film. Curiosamente, uno de los que trabajó, interpretando a un obrero huelguista, fue Néstor Kirchner, que ya pertenecía a la Juventud Peronista. Lo que no recuerdo era si enarbolaba una bandera roja en algún momento del film.
Osvaldo Bayer

Unos meses después, Héctor Olivera dijo que no recordaba que Kirchner hubiera trabajado allí. La participación de Néstor Kirchner en La Patagonia Rebelde no ha sido mencionada por ninguno de sus biógrafos, ni el documental Néstor Kirchner, la película o la sala en su homenaje en el centro cultural Néstor Kirchner.
Néstor Kirchner conoció a Cristina Fernández a través de amigos, en el ámbito universitario. Él la había visto en los pasillos de la Universidad Nacional de La Plata pero se hablaron por primera vez el 21 de septiembre de 1974, en una reunión que se hizo en casa de Ofelia Pipa Cédola, amiga de Cristina. Pipa era novia de Omar Busqueta, quien vivía con Néstor. Según Cristina, la conquistó por su forma de pensar y porque sabía hacerla reír. En la juventud abrazó los ideales políticos de la Juventud Peronista y estudió la carrera de Derecho en la Universidad Nacional de La Plata, donde conoció a Cristina Fernández. Ambos formaron parte de aquella corriente que orientaba cambios revolucionarios para el país, según lo aconsejado por Perón desde el exilio.
Durante el Proceso de Reorganización Nacional en la Universidad Nacional de La Plata― fueron secuestrados y muertos Rodolfo Turco Achem y Carlos Miguel, amigos de Néstor y referentes de la FURN. En las siguientes semanas, la Triple A acribilló a Roberto Tutú Basile y su novia Mirta Negrita Aguilar. Además algunos de sus amigos más cercanos fueron desaparecidos durante la dictadura entre ellos Roberto Basile, Julio Pacheco y Omar Beain que eran amigos de Kirchnery habían vivido juntos en la misma pensión de La Plata durante su época de estudiante universitario y habían compartido la militancia en la Juventud Peronista.
Varios estudiantes pasaron a la clandestinidad, mientras que otros como Néstor y Cristina permanecieron en la superficie, expresión que significa que no compartían la lucha armada.[cita requerida] Ambos consideraban que en democracia había que abandonar la lucha armada y que su pelea era en la política. Se alejaron de la FURN, lo que los mantuvo a salvo.
Néstor y Cristina se casaron el 8 de mayo de 1975 tras seis meses de noviazgo. La boda ―de la que según Russo no quedaron fotos― fue austera. Solo asistieron familiares y amigos cercanos, como quería la pareja. Lo festejaron en City Bell en la casa de la tía de Cristina. Él vistió como siempre de traje, ella un vestido azul de tela georgette. Durante la fiesta Néstor entonó junto a sus amigos la Marcha peronista.
Durante esas semanas decidieron irse a vivir a Río Gallegos en cuanto se recibieran. La madre de Cristina les consiguió un trabajo en la mesa de entradas del gremio Asociación de Empleados de Rentas e Inmobiliarios (AERI) de donde ella era secretaria general. Se fueron a vivir a City Bell, en una casa prestada por el padre de Cristina. Estuvieron allí desde mediados de 1975 hasta marzo del 76. Compartían la vivienda con una pareja conocida de la militancia: Gladis Dalessandro y Carlos Chiche Labolita. Cristina los había llevado a vivir con ellos porque presumía que estaban prontos a ser secuestrados por la dictadura. Ese tiempo fue de una vida modesta ya que todavía no estaban recibidos.
La pareja Kirchner fue arrestada unos días en enero de 1976 cuando estaban de visita en Río Gallegos. Fue luego de un almuerzo con una pareja amiga, Oscar Cacho Vázquez y su esposa Mabel. Los detuvieron a los cuatro pero el objetivo era Vázquez. Según Cristina Kirchner, en las ciudades chicas del país los lazos familiares y las amistades todavía funcionaban.
Gisele les avisó de la detención a Gladis y Carlos «se tienen que ir» les dijo y así lo hicieron. Cuando Néstor y Cristina regresaron un mes después a La Plata ya no volverían a su casa de City Bell. Encontraron una pensión en calle 10 con dos habitaciones juntas, donde vivieron junto a su pareja amiga. Dejaron la pensión la madrugada del 24 de marzo y ambas parejas siguieron su propio rumbo.
Con el golpe de Estado del 24 de marzo de 1976 autoproclamado Proceso de Reorganización Nacional, la pareja Kirchner se alojaba en casa de amigos mientras Néstor daba las últimas materias. Finalmente se recibió en julio de ese año.
En medio de la crisis política, la pareja se mudó inmediatamente a Río Gallegos. Cristina, que ya estaba embarazada de Máximo, todavía no estaba recibida, le faltaban tres materias. Viajó varias veces a La Plata hasta recibirse en 1979.
En 1976, Carlos Labolita estudiaba sociología en la Universidad Nacional de La Plata y trabajaba en una petroquímica de Berazategui. La mañana del golpe del 24 de marzo, sus amigos Néstor y Cristina Kirchner lo escondieron en una pensión porque la policía lo buscaba. Al poco tiempo Labolita volvió a su pueblo, Las Flores, cuando se enteró de que su padre había sido detenido. Un comando de la comisaría de Las Flores lo encontró en la casa de la madre. Lo encapucharon, torturaron y después lo llevaron al Regimiento de Caballería Blindada I de Azul, donde lo asesinaron y desaparecieron su cuerpo. Treinta días después de haber sido padre por primera vez, Néstor fue detenido por la policía cuando regresaba a su casa, y puesto a disposición por el 5.º Cuerpo del Ejército. Varias personas reclamaron por su libertad, que obtuvo luego de tres días de encierro. En 1978, desconocidos pusieron una bomba e intentaron incendiar el estudio Kirchner.

### Su vida en Santa Cruz y su labor como abogado
La primera casa que habitaron queda en calle 25 de mayo esquina Maipú, prestada por la familia de Néstor. Allí fundaron el estudio jurídico Kirchner que funcionaba en el frente de la casa, mientras que ellos vivían en la parte trasera.
El mercado laboral de Santa Cruz era pequeño por lo que Néstor Kirchner no podría dedicarse a una rama en especial del derecho. Mientras iba ganando buena reputación el estudio recibía casos nuevos a diario.
El bufete pronto se convirtió en uno de los más importantes de la provincia, y los Kirchner decidieron invertir en bienes raíces: antes de 1983 ya contaban con 22 propiedades en la ciudad.
Ya antes de casarse, tanto Néstor como Cristina Kirchner se oponían a la lucha armada de Montoneros. Decían que siempre el modo era a través de la política. Fueron arrestados unos días en enero de 1976 cuando estaban de visita en Río Gallegos. Fue luego de un almuerzo con una pareja amiga, Cacho Vázquez y su esposa Mabel. Los detuvieron a los cuatro pero el objetivo era Vázquez. Según Cristina Fernández en las ciudades chicas del país los lazos familiares y las amistades todavía funcionaban.
La mañana del golpe del 24 de marzo, Néstor Kirchner y su esposa escondieron en una pensión al estudiante Carlos Labolita porque la policía lo buscaba.[cita requerida] Al poco tiempo Labolita volvió a su pueblo, Kirchner le recomendó insistentemente a Carlos Labolita que no fuera a las Flores porque lo podían llegar a detener. Un comando la Comisaría de Las Flores lo asesinó y desaparecieron su cuerpo. Dos semanas después, en la noche de Reyes, el matrimonio había viajado a Santa Cruz para pasar la fiesta en familia; tras salir con una pareja amiga a un bar y de regreso a las dos de la mañana, cuando Cristina Kirchner estaba bajando del Citroën del matrimonio, aparecieron de repente dos autos, uno de policía y un Falcon verde que se estacionó detrás y un patrullero de la Policía provincial, que se puso adelante. Kirchner y su amigo fueron subidos a empujones al auto policial, mientras que Cristina Fernández y Mabel fueron subidas al Falcon verde. El matrimonio permaneció preso un mes. Durante ese mes que estuvieron presos, toda la familia Kirchner se movió mucho para ayudarlos.
Los primeros días de febrero de 1977 viajaron a La Plata, ya que Cristina quería estar cerca de su madre y hermana cuando naciera su primer hijo. Cuando llegaron a La Plata se encontraron con una ciudad militarizada. Fueron hasta la Universidad a consultar las fechas de examen y para ingresar había que dejar el DNI al soldado que estaba en mesa de entrada. Los impresionó la ausencia de activismo juvenil.
Para el 25 de febrero, cumpleaños de Néstor, ya estaban de vuelta en Río Gallegos. Según Pandolfo aunque la militancia de Néstor dentro de la FURN fue de segunda o tercera línea, en el país habían desaparecido a jóvenes con la misma cantidad de activismo. La pareja Kirchner tenía resuelto moverse con cautela.
En marzo de 1977 fue detenido en Río Gallegos junto a Rafael Flores, por averiguación de antecedentes. El coronel Alberto Calloni les preguntó por su presencia en el acto del 25 de mayo de 1973, y si habían visto estandartes de Montoneros. Después del interrogatorio fueron alojados en la Unidad Penal Federal 15 hasta que se les concedió la libertad tres días después.
Treinta días después de haber sido padre por primera vez, Néstor fue detenido por la policía cuando regresaba a su casa, y puesto a disposición por el 5.º Cuerpo del Ejército. Toda la ciudad reclamó por su libertad, que obtuvo luego de tres días de encierro.
Según su socio en el estudio, Domingo Ortiz de Zárate, recuerda: «Le encantaban los desafíos. Una vez, nos fuimos a Punta Arenas, en Chile, a defender a un argentino acusado de espía. Y en el ’78 nos pusieron una bomba y nos intentaron incendiar el estudio. Al día siguiente, Néstor ya estaba trabajando otra vez.
El estudio Kirchner continuó aumentando su clientela. Cristina sabía más de derecho que Néstor y lo asistía. Sus objetivos en aquel momento no eran los de la militancia. Kirchner. Según Pandolfo, era solo un abogado que no servía a la causa de la justicia social». En marzo de 1977
volvería a ser detenido por la dictadura debido a su militancia política en la JUP de La Plata. “En marzo de 1977, según el expediente, Kirchner fue citado al Casino de Oficiales. El día 15 quedó detenido en la UP 15 siendo liberado junto a un compañero el día 18.
Aunque los Kirchner no habían vuelto todavía a la actividad política, Néstor cada tanto repetía que quería ser gobernador. Según el biógrafo Pandolfo, su primer objetivo fue consolidarse económicamente y luego entablar amistades que le dieran una base política. Entre 1977 y 1980 Kirchner compró 21 propiedades. El autor define a Kirchner en esa época como un pragmático.
Walter Curia cita el comportamiento de «acumular» como habitual en la sociedad santacruceña, compuesta por un 50% de extranjeros (según el censo de 1920). Asimismo sostiene que desde los inicios del siglo XX, algunos pobladores de la zona de Río Gallegos poseían numerosos lotes debido a la compra de derechos y acciones que hacían a concesionarios, a los que hacían anticipos de dinero y materiales de construcción con garantía hipotecaria sobre los citados lotes. Según el autor esta «concepción rentística» es fundamental para entender por qué los Kirchner hicieron este tipo de negocio durante tres generaciones.
En el contexto de la dictadura, en esos primeros años de profesión, llegó a ayudar a viejos conocidos, como en 1981 cuando fue a visitar a César Vivar, exmilitante de «superficie» de Montoneros que estuvo preso varios años en el penal de Rawson. Kirchner le consiguió trabajo en una concesionaria de autos que era propiedad de un cliente del estudio. Unos meses después, cuando corría peligro de ser detenido nuevamente, «arregló» que lo trasladaran a Río Turbio. También asistió a la madre de Alberto Marucco, militante peronista, mientras su hijo estuvo preso también en Rawson.
Ese año, 1981, el estudio sufrió un atentado. Cortaron los caños de gas de la casa y dejaron unos cartuchos de dinamita que no explotaron.
También ese año, por intermedio del marido de Alicia Kirchner, Armando Bombón Mercado, consiguieron la representación legal del Sindicato Único de Petroleros del Estado (SUPE). Como apoderado del sindicato, Kirchner supo ganarse la simpatía de los cuadros peronistas de la ciudad. No congeniaba con todos ―algunos con «buen» diálogo con las Fuerzas Armadas― pero fue su manera de hacerse conocido. Al poco tiempo se convirtió en el apoderado del sindicato de Yacimientos Carboníferos Fiscales en Río Turbio.

### Personalidad
Néstor Kirchner se caracterizó por mostrar una personalidad desenfadada y seria al mismo tiempo. Cuando recibió el bastón presidencial hizo piruetas con el mismo. Al dejar el edificio del Congreso se apartó del protocolo y se acercó a la gente que estaba en las inmediaciones. También fue golpeado accidentalmente con una cámara de fotos, lo que le produjo un corte en la frente. Sin embargo continuó varios minutos más con su recorrido para saludar la gente.
A su equipo de Gobierno dijo cosas como: «Hay que construir los resortes de poder y desarticular los intereses, con o sin confrontación. La única manera que hay para gobernar es teniendo un Estado fuerte que pueda imponer condiciones. Claro que necesitamos tiempo, pero no hay ni un minuto que perder».
Walter Curia describe a Kirchner como una persona con poco interés por conocer la vida privada de los que lo rodeaban, llegando inclusive a la «insensibilidad». Solo confiaba en un puñado de allegados, que eran los únicos con los cuales se sentía en confianza, rechazaba las reuniones de gabinete ya que desconfiaba de aquellos que le eran ajenos a su círculo íntimo.

## Biografía política

### Regreso a la militancia
A fines de 1981 los Kirchner comenzaron a militar en el ateneo Juan Domingo Perón, una de las varias corrientes peronistas de Río Gallegos. Los acompañaban José Salvini ―con quien Néstor había fundado el Centro de Estudiantes Santacruceños en La Plata―, Daniel Varizat, Alicia Kirchner, el Negro Chávez, Carlos Zannini y Cacho Vázquez. Se denominaban el Grupo Calafate. La capital santacruceña tenía en aquella época 70 000 habitantes, 30 unidades básicas y 3 listas dentro del peronismo, todas con militancia activa.
En abril de 1982 el matrimonio Kirchner fundó junto a Alicia Kirchner la unidad básica Los Muchachos Peronistas, en el barrio El Carmen. También crearon un centro comunitario donde su asistente Rudy Ulloa era presidente, él acercó a Néstor a los sectores humildes de la provincia.
El 7 de abril de 1982 ―en el contexto de la guerra de las Malvinas― dirigentes de la Multipartidaria viajaron a Puerto Argentino para asistir a la asunción del gobernador Mario Benjamín Menéndez. Entre ellos estaban Antonio Cafiero, Deolindo Felipe Bittel, Carlos Contín, Oscar Alende, Jorge Abelardo Ramos, Jorge Triaca y Saúl Ubaldini.
Asimismo en las ciudades donde había puestos militares, entre ellas Río Gallegos, las multipartidarias locales visitaron a los jefes militares en apoyo a la recuperación de las islas. El 10 de abril de 1982, dirigentes partidarios de Santa Cruz visitaron a Oscar Guerrero. Entre los presentes estaba Kirchner como representante del PJ local. Dicha visita ―que fue registrada fotográficamente― fue falsamente utilizada décadas después por la oposición política y por diferentes medios de comunicación para intentar vincular a Kirchner con la dictadura militar.
En 1983 la democracia comenzaba a ser una realidad cercana. El 3 de julio de ese año, Kirchner participó de la interna del PJ de Santa Cruz apoyando la lista de Manuel López Lestón, familiar suyo y cercano a Emilio García Pacheco, quien fue su profesor de Geografía y era una de sus personas de mayor confianza.
Kirchner se alió a su entonces amigo Rafael Flores, quien conducía el Movimiento Renovador Peronista, y peleó la intendencia de Río Gallegos en las elecciones de 1983. Finalmente quedó segundo detrás de Marcelo Cepernic, hijo de Jorge Cepernic.
El gobernador Arturo Puricelli buscó la unidad del PJ y nombró en cargos públicos a dirigentes políticos que no fueron elegidos. Néstor fue nombrado en la Caja de Previsión Social. Con la colaboración de su esposa, Julio de Vido y Carlos Zannini la reestructuró por completo al crear veinte delegaciones en el interior provincial.
Se mantuvo en el cargo seis meses hasta que renunció debido a las diferencias con el gobernador por el pago de los aportes patronales, que Kirchner le reclamaba. Mientras tanto desde el ateneo, se mantenía como opositor del Gobierno municipal, a pesar de ser del mismo partido.

### Intendente de Río Gallegos
En 1986 comenzó su campaña para lograr la intendencia de Río Gallegos. La financió vendiendo dos casas. Su equipo de trabajo estaba conformado por su esposa, su hermana, Julio de Vido, Carlos Zannini, Rudy Ulloa, Daniel Varizat, entre otros. En las elecciones del 7 de septiembre de 1987 ganó por 111 votos. La lista la encabezaba Ricardo Del Val, quien fue elegido gobernador.
Cuando asumió su gestión apuntó a lo inmediato, rotondas, luces de la calle y asfalto. Cristina Kirchner ―que había sido asesora en el Ministerio de Educación provincial― fue designada al frente de la Secretaría Legal y Técnica del municipio. Asimismo Alicia Kirchner fue secretaria del área social, donde creó centros de integración con atención primaria de la salud.
En lo político, el bloque de Néstor era minoría en el Concejo Deliberante. Según Pandolfo el gobernador nunca dejó de enviarle fondos en tiempo y forma al intendente ya que Kirchner «sabía hacerse valer».
Ya en esta temprana etapa, Kirchner tenía entre sus premisas económico/financieras, el cumplimiento de los compromisos y el desendeudamiento. Por ejemplo, un asesor suyo que además era diputado nacional, le había aconsejado no pagar el préstamo que la Caja de Ahorro provincial había otorgado a Río Gallegos ―y otras ciudades― para obras de pavimentación. «No me interesa que vos lo hayas gestionado en la Cámara ni que sea de la administración anterior ni que no lo vaya a pagar nadie. Yo no puedo tener deudas».
Cristina Kirchner ―electa diputada provincial y luego presidenta de dicha cámara en 1989― fue también opositora al Gobierno provincial. La diputada logró que se le hiciera juicio político al gobernador cuando lo acusó de haber utilizado motoniveladoras para despejar un camino de acceso a su estancia, es decir, irregularidades en el manejo de fondos públicos. Asumió el vicegobernador José Ramón Granero y Cristina, como presidenta de la cámara de diputados era la virtual vicegobernadora.
Su intendencia en Río Gallegos tuvo alta aprobación entre los vecinos de la ciudad. Además Kirchner ya contaba con una fuerza política homogénea. Tenía, además, apoyo de base de dirigentes que vieron con buenos su mandato, durante el cual el intendente les había hecho lugar en diferentes áreas. También hizo acuerdo con Rafael Flores, a pesar de que ya no tenían la amistad de tiempos anteriores. Su vicegobernador fue Eduardo Arnold, perteneciente al MRP de Flores. Otros dirigentes que lo acompañaron fueron Sergio Acevedo, Héctor Icazuriaga, Miguel Cristófaro, Teresa Soto.
Su gestión al frente de la capital santacruceña se basó principalmente en la eficacia administrativa, contrapuesta a la mala gestión del gobierno provincial en ese período. Sería su principal divisa cuatro años después, cuando, para no dejar de serlo, es elegido gobernador con el 61,1 por ciento de los votos.

## Gobernador de Santa Cruz (1991 - 2003)

#### Primer mandato
En 1991 es elegido gobernador con el 61,1 por ciento de los votos. Kirchner ganó las elecciones con 20 000 votos, por 3000 de diferencia, alrededor del 61% del total. Cuando Kirchner asumió dijo:

Recibo una tragedia. No hay plata para sueldos, no hay nada en la caja, solo pagarés.

Cuando asumió la gobernación, la provincia de Santa Cruz tenía un déficit fiscal de alrededor de 1200 millones de dólares, pero durante los diez años en que gobernó logró mantener un equilibro e incluso tras dos años superávit fiscal. Una de sus primeras medidas fue formar un gabinete transversal con la mayoría de las fuerzas políticas de la provincia, entre ellas el Partido Justicialista, la UCR, el Partido Socialista y varios partidos vecinales menores. Durante los primeros meses decidió llevar adelante una reforma en el funcionamiento del estado provincial, unificó secretarias, vendió la mitad de la flota de autos oficiales, vendió la casa de veraneo del gobernador en Calafate y prohibió los llamados gastos de caja chica, y transfirió el helicóptero del gobernador al ministerio de salud para remodelarlo para su uso en emergencias médicas. Declaró la emergencia económica, bajó sueldos de todos los funcionarios públicos con categoría superior a C3 - ministros, secretarios, subsecretarios-.
Desde su época como gobernador, Néstor tenía un interés por la economía como sujeto de estudio, siguiendo una metodología autodidacta bajo la asistencia de un profesor privado.
Durante su gestión la provincia creció un 72% en población en los últimos veinte años, debido a la inmigración llegada desde otras provincias, la tasa de desempleo llegó al 3 por ciento, el margen entre ricos y pobres se convirtió en el más bajo del país (el 60 por ciento de los ingresos pertenece al 40 por ciento de los más ricos), solo el 8,7 de la población se encontraba en situación de pobreza y la asistencia a las escuelas orilla el ciento por ciento.
En 1993, Kirchner ganó un juicio al Estado nacional por mala liquidación de regalías petroleras. Esto benefició a su provincia en 570 millones de dólares y acciones de YPF. La provincia compró acciones de YPF por 290 millones; otro tanto, lo depositó en plazos fijos en el exterior y adquirió títulos de deuda y acciones de otras empresas.

Yo los puse a resguardo, aunque los podría haber gastado, como hicieron las provincias de Tierra del Fuego y Chubut, Neuquén y Mendoza, que también recibieron las regalías petroleras, y a los gobernadores de esas provincias nunca les preguntaron qué hicieron con esos fondos.
Néstor Kirchner

Ya como gobernador en el área sanitaria implementó el régimen de tiempo completo y dedicación exclusiva para los profesionales de la salud. Además fueron motivados por el ofrecimiento salarial y de viviendas que se realizaba en ese momento. Esta situación determinó que un gran número de profesionales se radicaran en la provincia para trabajar en hospitales públicos. Desdobló el horario de la administración pública, premió el presentismo a docentes, enfermeros y policías. También vendió el inmueble de la Casa de la provincia de Santa Cruz en Buenos Aires.
Alicia Kirchner fue nombrada al frente al Ministerio de Asuntos Sociales, donde continuó el trabajo iniciado en Río Gallegos armando centros sociales, que luego desplegó en el resto de la provincia. Junto a Luis Buonomo desarrollaron el sistema de salud de Santa Cruz. Durante este período, se instituye un importante incentivo económico para los trabajadores como parte de la política de personal y se creó, mediante la Ley 2036/88, el "Fondo de Asistencia Financiera al Sistema Provincial de Salud". Ricardo Jaime, funcionario durante la gobernación de Ricardo Del Val, fue nombrado secretario general de la gobernación, luego trasladado al Consejo de Educación. Afrontó un contexto difícil, con ella llevó adelante un ordenamiento administrativo, priorizando las aéreas de salud, educación y seguridad,ejecutando un importante plan de obras de infraestructura necesarias para la provincia: rutas, asfalto, cloacas, viviendas, escuelas y hospitales.
Carlos Meyer, al frente del Ministerio de Turismo, fue el impulsor de El Calafate como destino turístico de la provincia. Roberto Arizmendi ocupó la Secretaría de Información Pública. Alessandra Minnicelli fue nombrada coordinadora de Asuntos Jurídicos del Ministerio de Economía. Ricardo Echegaray en hacienda. Tras los difíciles meses iniciales en mayo de 1992 había logrado equilibrar el presupuesto y refinanciar los 200 millones en deudas acumuladas por las gestiones anteriores a tasas cercanas al 1 por ciento. Para fines de 1993 con superávit presupuestario decidió duplicar el sueldo a los maestros provinciales elevando la nómina de 200 pesos/dólares a 430 pesos/dólares, los mayores del área Patagónica. Apenas inició su gestión, controló los fondos públicos. El 90% de los fondos girados por el Estado Nacional se destinaban a pagar sueldos. Seis meses después de iniciada su gestión abonó el aguinaldo y la diferencia salarial con intereses.
El puerto en el sur de la ciudad de Caleta Olivia, fue construido por Néstor Kirchner como gobernador de la provincia para diversificar la economía de la zona, centrada entonces en la actividad petrolera.
Cuando Néstor Kirchner asumió en diciembre de ese año ―en el contexto de un Estado santacruceño quebrado― mantuvo el Acta preacuerdo de Puerto Deseado' firmado en agosto de 1991 por el gobernador Granero el por el cual el Estado Nacional reconocía las deudas ―480 millones de dólares― por regalías petroleras mal liquidadas a la provincia de Santa Cruz.
Al respecto, en 2012 durante la presentación del proyecto de ley para expropiar el 51% de las acciones de Repsol YPF, Cristina Kirchner dijo «Por la reforma de 1994, la propiedad de los yacimientos se transfirió precisamente a las provincias. He estado casada doce años con un gobernador, y sé lo que significa administrar todos los días las urgencias, las necesidades, y muchas veces se adoptan decisiones. Y no porque los gobernadores no quieran defender los intereses de sus provincias, sino que muchas veces se encuentran acuciados por necesidades muy importantes que tienen que cubrir, como la educación, la salud, obras importantes que les quitan y les restan poder de negociación».
Un mes después (mayo de 1993) el presidente Menem visitó Santa Cruz. En ese viaje el presidente había anunciado que transfería al Estado santacruceño la explotación de tres puertos: Río Gallegos, Puerto San Julián y Puerto Deseado. Además anunció un subsidio de 2,5 millones de dólares para la construcción del aeropuerto de El Calafate, obras de pavimentación de la ruta 3 y el compromiso de incluir a Santa Cruz entre las zonas francas en el proyecto a enviar al Congreso.
La buena relación no duraría mucho. A fines de ese año Kirchner se negó a firmar el Pacto Fiscal. Como respuesta el presidente le recortó a la provincia fondos de coparticipación. Kirchner contestó criticando las ventajas desmedidas que se otorgaban a La Rioja, provincia natal del entonces presidente. Serían a partir de ese momento enemigos políticos.
Entre las primeras obras públicas de su Gobierno, se destacan el reinicio de las obras que conectaron a Santa Cruz con el sistema de interconectado eléctrico nacional que estaba detenido desde la gobernación de Arturo Puricelli. También comenzó la construcción del Hospital de Santa Cruz, finalizado en 1994. Su gestión produjo que intendentes del interior provincial, anteriormente opositores, cambiaran favorablemente su opinión respecto del gobernador. También ese año el Gobierno santacruceño creó el matutino El Periódico Austral, de distribución gratuita.
Así como su imagen mejoró entre los intendentes, su estructura política se vio sacudida en 1994 cuando varios peronistas renovadores, entre ellos Rafael Flores (hasta entonces amigo personal de gobernador), abandonaron las filas del kirchnerismo. Los renovadores se unieron al Frente Grande que luego se alió al Frepaso.
debido a que sentían que no eran consultados ni se tenía en cuenta sus opiniones,[cita requerida] sobre todo durante la reforma constitucional de la provincia, realizada ese año, que introdujo la figura de la consulta popular referida a temas constitucionales. Años después, en 1998, una consulta popular en el que el sí obtendría el 56,88%, habilitando a Néstor Kirchner para presentar nuevamente su candidatura en las elecciones a gobernador de 1999.Ese mismo año de conectar los últimos barrios de Río Gallegos a la red de gas nacional. Al mismo tiempo impulso la cons te ficción de la futura represa La Barrancosa en el oeste de la provincia.
Finalizando su primer mandato la provincia evidenciaba una mejora en infraestructura, parte de la cual según el diario La Nación provino de inversiones británicas en El Calafate y un fuerte aumento de la actividad pesquera, aunque con reducción de los puestos de trabajo. El turismo alcanzó valores positivos. Otras inversiones durante el período fueron realizadas por el empresario Gregorio Pérez CompancA poco de acceder al poder con el objetivo de diversificar la matriz económica de la provincia y obtener nuevas formas de ingresos sin recurrir a impuestos crea Fomicruz, empresa provincial de Santa Cruz creada en 1993. Esta empresa Sociedad del Estado, cuyos objetivos son los de prospección, exploración y explotación de yacimientos minerales e hidrocarburíferos, firmó su primer contrato minero en 1993, para la explotación de Cerro Vanguardia convirtiendo al Estado provincial en socio en la explotación de uno de los yacimientos de oro más importantes del país. Al mismo tiempo se dio apoyo al sector privado dedicado a la actividad pesquera y el turismo, con una inversión entre otras en la construcción de aeropuerto en El Calafate. Se realizaron con éxito las gestiones de declaratoria como Patrimonio Cultural de la Humanidad de parte de la UNESCO, para la Cuevas de la Manos.

#### Segundo mandato
En 1995 Kirchner fue reelecto gobernador por el 66,5% de los votos. Su gabinete no tuvo cambios mayores. Ricardo Echegaray, por su parte, creó la Fundación Ayudemos a Mamá, que asistía a madres adolescentes y en la que también participó Alicia Kirchner. Cuando asumió dijo:

[…] la fórmula sigue siendo trabajo, trabajo y más trabajo.

En 1996 estableció por ley que el 24 de marzo se conmemoraría en relación con el último golpe de Estado, el día de la memoria. Según Pandolfo esto implica que Kirchner tuvo en cuenta los derechos humanos antes de asumir la presidencia. También según el mismo autor, ese año nombró como Juan Carlos Rosell (desaparecido durante el Proceso de Reorganización Nacional) al recinto de la Legislatura provincial. También llamó Daniel Toninetti a una unidad básica y a un aula del colegio donde asistió dicho estudiante desaparecido.
En relación con su situación con el Gobierno de Menem, las diferencias se acrecentaron con el tiempo. Kirchner, junto a otros gobernadores, exigían que los fondos del Fonavi debían distribuirse directamente a las provincias y ser ellas quienes los administren. Mientras que el gobernador mostraba acercamiento a los ex-PJ José Bordón y Gustavo Béliz, criticaba a los funcionarios nacionales: «Tienen prácticas similares a las de López Rega», dijo en relación con Carlos Corach, Alberto Kohan y Eduardo Menem, a lo que el entonces presidente respondió: «Para gobernar bien hay que comenzar por gobernar la lengua». El diario La Nación publicó un artículo donde decía que era instrucción del entonces presidente «apuntar todos los cañones contra el gobernador santacruceño, Néstor Kirchner, y de paso contra su esposa, la senadora Cristina Fernández». Otro cruce fue la ausencia del gobernador a la cumbre del PJ que se realizó en Olivos ese año. Meses antes, Menem había derogado un decreto por el cual varias ciudades santacruceñas se convertían en zona franca.
El gobernador calificó a Menem de «entreguista» en relación con el litigio del campo de hielo patagónico sur en el cual el presidente estaba dispuesto a ceder cientos de kilómetros de glaciares de agua dulce. Los principales medios de comunicación trataron el tema como «el precio de la paz con Chile». Tanto el gobernador como su esposa recorrieron varias universidades nacionales expresando sus razones para oponerse. Las manifestaciones en Santa Cruz expresando rechazo a la aprobación, hicieron que el presidente Menem cancelara una visita programada a la provincia. La senadora Cristina Kirchner fue desafectada ese año de todas las comisiones en las que participaba. Para 1998 el presidente tuvo una actitud conciliadora: autorizó la instalación de una base naval en Caleta Olivia, inauguró dos destacamentos militares, uno en Puerto San Julián y otro en Puerto Caleta Paula. Asimismo atendió el reclamo que había hecho el gobernador en relación con el retraso en el giro de fondos del Ministerio del Interior.
En 1998 fue uno de los organizadores, junto a Eduardo Duhalde, Cristina Kirchner y Alberto Fernández, del Grupo Calafate, un think tank peronista que tuvo como fin generar una alternativa crítica del menemismo, que desempeñó un papel importante en las campañas electorales de Duhalde en 1999 y Kirchner en 2003.
El presidente Menem veía en la fórmula Kirchner-Kirchner una amenaza a su idea de gobernar por un tercer mandato consecutivo. Al respecto, el gobernador había dicho: «[…] apoyaremos la chance de que Menem tenga su re-reelección, siempre que antes haya una consulta popular, en la que yo voy a votar que no». De un modo u otro el gobernador estaría en la vereda del frente: presentándose como candidato a presidente en 1999 o apoyando ―como había dicho que lo haría― a la fórmula Eduardo Duhalde-Ramón Palito Ortega. Su apoyo a la fórmula justicialista dio como resultado la conformación del Grupo Calafate, del que además de su esposa, participaban José Salvini, Dante Dovena, Francisco Larcher y Oscar Parrilli, entre otros.
Con el objetivo de diversificar la economía santacruceña impulsó el turismo. Tuvo como objetivo dotar a la provincia de mejores comunicaciones con el resto del país para ello impulsa la construcción del aeropuerto del Calafate fue construida en dos en dos estaoss con Néstor Kirchner como gobernador: entre 1997 y 1999 fueron construidas la pista y calles de rodaje por Vialidad de la provincia, en tanto al año siguiente fue licitada la terminal de pasajeros.

#### Tercer mandato
En 1999 Kirchner asumió su tercer mandato. No realizó grandes cambios en su gabinete. Dijo: «Serán mis últimos cuatro años». Su vicegobernador fue Sergio Acevedo, abogado, intendente de Pico Truncado en 1983. Acevedo en esos cuatro años se hizo cargo de la gobernación varias semanas, debido a los viajes de Kirchner a Buenos Aires, donde el gobernador preparaba su candidatura presidencial cuando mucho para las elecciones de 2007.
Entre las actividades del Grupo Calafate estaba el debate político que junto a Nuevo Espacio (creado por Fernando Chino Navarro) lograron una serie de debates de los que participaron Horacio González, Raúl Zaffaroni, Torcuato Di Tella (hijo), Víctor De Gennaro, entre otros. Coincidían en la «necesidad de recuperar la autoestima» y en que la política era la herramienta para el cambio, «transformar la cultura impuesta por la dictadura» y «desactivar las bombas de tiempo del menemismo». La mesa de trabajo se amplió con dirigentes bonaerenses como Juliana Di Tullio, Edgardo Binstock y Emilio Pérsico.

### Las elecciones presidenciales de 2003

#### Los años previos
La situación económica y social en Argentina tuvo un marcado deterioro a fines de los 90. El presidente Fernando de la Rúa de la Alianza por el Trabajo, la Justicia y la Educación obtiene la presidencia en 1999. Desde el inicio de su mandato no modificó en lo fundamental la política económica liberal de los diez años anteriores. La depresión económica acompañada de inestabilidad política, falta de rumbo conceptual y debilidad ante las presiones del Fondo Monetario Internacional (FMI) y las empresas privadas, fueron las claves de aquellos años. Mientras la crisis económica se aceleraba, Kirchner intentaba perfilarse como un referente opositor al Gobierno radical, rechazaba los lineamientos de Domingo Felipe Cavallo, que de la mano de De La Rúa cumplía su segunda gestión como ministro de Economía.
Para fines de 2001 la pobreza había alcanzado un histórico 54% y el desempleo afectaba al 25% de la población activa. El ministro de Economía Domingo Cavallo, mediante la utilización de los denominados «superpoderes» delegados por el Congreso, decretó por propia decisión un corralito financiero para salvar los bancos. El recorte del gasto público alcanzó los 6000 millones de dólares, afectando todos los sectores, entre ellos la reducción del 13% a los jubilados. Surgieron cuasimonedas, se hablaba de «provincias inviables» y de una posible disolución nacional. Mientras que el gobierno nacional practicaba ajustes en el presupuesto que destinaba a las provincias y mermaba los fondos destinados a la coparticipación, especialmente a provincias opositoras. Entre enero de 2000 y septiembre de 2001 el gobierno nacional adeudaba 570 millones de pesos/dólares en coparticipación y otros 300 millones en regalías petroleras a Santa Cruz. En ese momento encabezó cuatro visitas a Buenos Aires para entrevistarse con el presidente sin llegar a ningún acuerdo. El punto de inflexión con el gobierno nacional fue en año 2000 cuando los senadores santacruceños referenciados en Kirchner se mostraron combativos contra la reforma laboral también llamada Ley Banelco, impulzada por Fernando de La Rúa. Este rechazo llevó a una agria relación entre la provincia y el gobierno de la Alianza.
A comienzos de diciembre, el ministro de Economía, el liberal Domingo Cavallo, anunció un nuevo ajuste con una fuerte restricción para el retiro de fondos del sistema financiero durante noventa días, que sería extendido de forma indefinida. El entonces gobernador Kirchner lanzó una dura crítica: “Si el lunes la gente no puede retirar más que mil pesos por mes, se acabó el sistema de depósitos de la Argentina”, dijo en una entrevista con el periodista Miguel Bonasso. Tras los rumores de incautación de depósitos a la ciudadanía por parte del presidente Fernando de la Rúa y su ministro Domingo Cavallo, Kirchner formuló la resolución provincial 143/2001 que garantizaba la inviolabilidad de los depósitos bancarios hasta 250.000 pesos/dólares en la provincia y la creación de un fondo de garantía de depósitos por 130 millones de pesos/dólares con fondos de regalías gasíferas. Finalmente el primero de diciembre se conoce la impuesta por el gobierno de Fernando de la Rúa de restricción al acceso a los depósitos bancarios, y su posterior incautación el 18 diciembre.
Este contexto, conocido como Crisis de 2001, provocó la renuncia del presidente, a lo que le siguió una sucesión de nombramientos y dimisiones conocida como «la semana de los cinco presidentes». Finalmente Eduardo Duhalde asumió el cargo el 2 de enero de 2002.
Desde 2000 Kirchner se mantenía al tanto de la situación en el conurbano bonaerense, uno de los principales focos de conflictos y piquetes que afectaban todo el país. Entre sus primeros interlocutores se encontraban Edgardo Depetri (de la CTA, junto a titulares de la FTV). A este último le aseguró que sería presidente y que le ofrecía todo su apoyo. Cuando Kirchner viajaba a Buenos Aires, su agenda la manejaba el legislador porteño Alberto Fernández. Ante la noticia de la limitación para retirar depósitos anunciada el 2 de diciembre de 2001 por el ministro Domingo Cavallo se opuso calificando de secuestro del dinero por parte del gobierno de la Alianza la de una “gran defraudación a la gente, que perjudica a los ahorristas de todos los tamaños sin excepción, dinamita el sistema de depósitos a plazo fijo y hace trizas esa seguridad jurídica que este gobierno se jacta de ofrecer a los inversionistas”.
Como gobernador de Santa Cruz apoyó la búsqueda de adhesiones que realizó el Frente Nacional contra la Pobreza (Frenapo), integrado por varias organizaciones sociales, entre ellas las citadas CTA y FTV, para obtener sustento en sus reclamos por seguro de desempleo, Asignación Universal por Hijo y asignación para jubilados, obteniendo 2,7 millones de firmas.
El periodista Horacio Verbitsky dijo «El gobernador Kirchner está tratando de organizar una corriente política que atraiga a los sectores progresistas hacia su candidatura presidencial.
Desde el año 2002 comienza la construcción de un amplio frente político caracterizado por reunir fuerzas políticas del peronismo, del centro-izquierda y dirigentes de un amplio espectro, incluyendo algunos dirigentes surgidos y sectores escindidos de la Unión Cívica Radical, conocidos como «Radicales K», como el gobernador de Santiago del Estero, Gerardo Zamora, o el misionero Maurice Closs y el Movimiento Nacional Alfonsinista (ex MoDeSo: línea interna de la UCR), liderado por Leopoldo Moreau, entre otros, dirigentes del socialismo, la democracia cristiana,el Partido Humanista, el Frente Grande, el partido comunista argentino.
Pero hace varios años que las cosas que llegan desde la provincia muestran que entre esa imagen que quiere construir nacionalmente y los ecos que llegan desde allí.
La situación, con vistas a las elecciones presidenciales, se presentaba confusa. Varios líderes del Partido Justicialista aspiraban a la presidencia. Eduardo Duhalde ofreció la candidatura en primer lugar al gobernador de la provincia de Buenos Aires, Felipe Solá quién declinó dicha posibilidad. El preferido de Duhalde era el gobernador santafesino Carlos Reutemann quién tenía una imagen positiva de más del 40% según Pandolfo. Este también declinó su candidatura lo mismo que José Manuel de la Sota, gobernador de Córdoba, con alrededor de un 5% de imagen positiva.
El acuerdo por el que Duhalde apoyó la candidatura de Kirchner fue el resultado de negociaciones internas de cada lado, principalmente porque Kirchner nunca tuvo una buena relación con el dirigente bonaerense. Según Alberto Fernández, en junio de 2002 le propuso a Kirchner «acodar con Duhalde». Habían analizado otras posibles fórmulas presidenciales y en todos los casos concluían en que o restaban votos o resultaba inviable un acuerdo electoral.
Por su parte Duhalde no tenía mucho más tiempo por delante para decidir. Debido a la Masacre de Avellaneda, las elecciones se adelantaron al 27 de abril del 2003. Decía de Kirchner: «[…] me putea cada vez que puede». En el último trimestre de 2002, luego de varias semanas de indecisión, se reunieron en Olivos y acordaron la candidatura. Pensaban que lo mejor era que no hubiera internas y que todos los candidatos justicialistas se presentaran. Opinaban que Menem «tenía un piso alto de votos, pero también un techo bajo» previendo una posible segunda vuelta electoral.
Alberto Fernández ―citado por Pandolfo― decía «inicialmente estábamos muy solos. Después se empezó a sumar más gente». Kirchner repetía a sus allegados frases como «no se puede gobernar sin superávit» o «al próximo presidente nadie le va creer nada por años. Cuando anuncie algo, lo va tener que cumplir. Y cuando anuncie otra cosa a las veinticuatro horas, igual nadie le va creer y también lo va tener que cumplir. Va a ser como ir a elecciones todos los días».

#### La campaña electoral
El congreso del Partido Justicialista decidió suspender la elección interna y permitir a todos los precandidatos el uso de los símbolos partidarios comunes para presentarse a la elección general. En la práctica, esto significaba que iban a enfrentarse como si perteneciesen a partidos distintos.
Su asesor de imagen fue Fernando Braga Menéndez, quien también había asesorado a Raúl Alfonsín. Según Menéndez «[…] fue una campaña muy barata. No hice más que transmitir lo positivo, pero tampoco fue demasiado, porque no había mucha plata». La jefa de campaña fue su esposa, al igual que lo había hecho cuando Kirchner accedió a la gobernación de Santa Cruz. Uno de los primeros temas que tuvieron que definir fue el compañero de fórmula. Finalmente ―y a pesar de su cercanía a Menem― decidieron proponerle la candidatura a Daniel Scioli. Este tenía pensado buscar la Jefatura de Buenos Aires, pero optó por quedarse con Kirchner.
Kirchner arrancó su campaña en una posición desfavorable. La figura de Kirchner, de hecho, era poco conocida a nivel nacional. Sin embargo, su popularidad comenzó a crecer impulsando un programa de perfil socialdemócrata con el que buscaba diferenciarse de las políticas aplicadas durante los Gobiernos de Menem y de Fernando De la Rúa, poniendo acento en priorizar la producción, la justicia, la educación, el trabajo, la equidad y la salud, sintetizado de algún modo en sus eslóganes de campaña: «Un país en serio» y «Primero Argentina». No fue desdeñable tampoco el aporte que significaron tanto su compromiso de mantener al ministro de economía de Duhalde, Roberto Lavagna, con una imagen positiva en la sociedad por su gestión anticrisis, como la participación de su esposa, quien como legisladora nacional tuvo durante los noventa un discurso muy crítico contra el Gobierno menemista.
Los meses siguientes fueron de negociaciones diarias, debía conformar un frente nacional que levantara su perfil. El comando de campaña estaba en la Casa de la provincia de Santa Cruz en Buenos Aires. Desde allí se reunía con referentes del conurbano como Luis D'Elía[cita requerida] quién en febrero de 2003 le comunicó que su agrupación de La Matanza lo votaría. Jorge Capitanich, gobernador del Chaco y uno de los dirigentes más cercanos, prometía «aplastar» a Menem en su provincia.
Dos semanas antes de las elecciones las encuestas daban un empate en el segundo lugar entre Kirchner y López Murphy. El lunes previo a las elecciones Artemio López aseguró que Murphy no entraba en la segunda vuelta.
72 horas antes diversas encuestas mostraban un empate en primer lugar entre el expresidente Dr. Carlos Menem y el entonces gobernador Néstor Kirchner.

#### Las elecciones
En las elecciones presidenciales del 27 de abril de 2003, la fórmula Kirchner-Scioli del Frente para la Victoria obtuvo 4 312 517 votos, el 22,25% del total, resultando superado por la fórmula Menem/Romero de la Alianza Frente por la Lealtad-UCeDe, que obtuvo el 24,45%. La elección debería definirse en segunda vuelta electoral entre ambas listas del peronismo.
El voto ciudadano se mostró fragmentado y cinco candidaturas obtuvieron entre 25% y 14%, cada uno. La Unión Cívica Radical por su parte sufrió una debacle electoral recibiendo tan solo el 2.34% de los votos y quedó sexto. Fuera de esta segunda ronda quedaron Ricardo López Murphy (16,37%), Adolfo Rodríguez Saá (14,11%) y Elisa Carrió (14,05%). El candidato de la Unión Cívica Radical, Leopoldo Moreau, ocupó el sexto puesto con un 2,3% en la peor elección de la historia de su partido.
Después de la primera ronda, Kirchner visitó al presidente del Brasil, Luiz Inácio Lula da Silva, y al de Chile, Ricardo Lagos Escobar, ante quienes ratificó sus intenciones de fortalecer el Mercosur, tal como lo había prometido en el Plan de Gobierno que había presentado poco tiempo antes de las elecciones, y declaró que mantenía con orgullo las convicciones políticas que había sostenido en el pasado.
La segunda vuelta debía llevarse a cabo el 18 de mayo de 2003. Los sondeos previos indicaban entre un 60 y un 70% de intención de voto para el gobernador de Santa Cruz. Sin embargo, la segunda vuelta no tendría lugar ya que el 14 de mayo de 2003, el expresidente Menem ―después de una larga cadena de rumores y desmentidos― anunció su decisión de renunciar a su candidatura, lo que automáticamente convirtió a Kirchner en presidente electo. Se señaló que la maniobra de Menem tuvo como propósito evitar una derrota estentórea, y al mismo tiempo condicionar a Kirchner, que accedió a la presidencia con el nivel más bajo en la Historia argentina (22,2%).

## Presidencia de Argentina (2003–2007)

### Cumplimiento del mandato anterior
En medio de un agravamiento de la protesta social y política tras la renuncia de Fernando de la Rúa y la Masacre de Avellaneda del 26 de junio de 2002, donde fueron asesinados Maximiliano Kosteki y Darío Santillán, el presidente Duhalde adelantó las elecciones para marzo y abril de 2003 y luego dictó el Decreto 1399/2002, renunciando indeclinablemente a la Presidencia a partir del 25 de mayo de 2003, más de seis meses antes del cumplimiento del mandato iniciado por Fernando de la Rúa, el 10 de diciembre de 2003.
Para resolver la brecha institucional, el Congreso sancionó una modificación a la Ley de Acefalía, estableciendo que "en caso de existir Presidente y Vicepresidente de la Nación electos, éstos asumirán los cargos acéfalos", sin que ese tiempo sea considerado parte de su mandato constitucional.
El 25 de mayo de 2003, Néstor Kirchner prestó ante el Congreso el juramento de ley para convertirse en presidente de la Nación Argentina. El tiempo hasta el 10 de diciembre de 2003 correspondió al mandato iniciado por De la Rúa.

### Gabinete y primeras medidas
Kirchner confirmó al ministro de Economía de Duhalde, Roberto Lavagna y al ministro de Salud, Ginés González García. En la Secretaría Legal y Técnica designó a Carlos Zannini. Para Kirchner dicho cargo era uno de los más importantes: Zannini ya había sido su asesor tanto en su intendencia de Río Gallegos y luego como gobernador de Santa Cruz. Julio de Vido, fue designado al frente del Ministerio de Planificación Federal, Inversión Pública y Servicios había sido Secretario de Obras Públicas en Río Gallegos, ministro de Economía de la provincia y ministro de Gobierno.
Al frente del Ministerio de Desarrollo Social designó a su hermana Alicia Kirchner quien ya había tenido cargos similares
tanto en Río Gallegos como en la gobernación de la provincia de Santa Cruz.[cita requerida]
En el ministerio del Interior designó a Aníbal Fernández, quien a su vez sugirió a Daniel Filmus para el Ministerio de Educación, a Rafael Bielsa en Cancillería, José Pampuro en Defensa, Carlos Tomada en Trabajo y Gustavo Béliz en Justicia. Alberto Fernández en la Jefatura de Gabinete. La lista se completaba con Oscar Parrilli en la Secretaría General de la Presidencia, Sergio Acevedo en la Secretaría de Inteligencia, Enrique Meyer en la Secretaría de Turismo, Torcuato Di Tella (hijo) en la Secretaría de Cultura, José Granero en el SEDRONAR y Claudio Morresi en la Secretaría de Deportes.
Una de las primeras medidas fue el levantamiento total del corralito impuesto en diciembre de 2001 y del canje de la deuda argentina a principios de 2005.
En la primera etapa de su mandato jugó un importante papel el pequeño bloque de diputados nacionales que respondían en forma directa al presidente Kirchner. Eran apenas 14 que debían lidiar con un bloque oficial del PJ con más de 70 legisladores alineados con Eduardo Duhalde y un mosaico de pequeños agrupamientos afines a Menem y Romero, entre otros. En muy poco tiempo, este sector de 14 diputados ―entre quienes destacaban Juan Irrazábal (de Misiones), Daniel Varizat (de Santa Cruz), Osvaldo Nemirovsci (de Río Negro), Hugo Perié de Corrientes, y Jorge Argüello (de la ciudad autónoma de Buenos Aires)― lograron imponerse en la conducción del bloque oficial y desde ahí brindaron un más que importante aporte a la consolidación de la conducción política de Néstor Kirchner.

### Política económica
La política económica del Gobierno de Kirchner continuó los lineamientos establecidos por Lavagna bajo la presidencia de Duhalde, manteniendo la devaluación de la moneda mediante una fuerte participación del Banco Central en la compra de divisas, impulsando mediante las exportaciones un crecimiento económico con tasas del PBI cercanas al 10%. En 2004, apenas un par de meses de asumido Néstor Kirchner, el Banco Central decidió incorporar a las prácticamente nulas reservas oficiales unas 55 toneladas de oro, en lo que fue la mayor incorporación de metálico desde 1960. Tras la salida de la crisis de 2001 que marco el fin del régimen de Fernando de la Rúa, con una fuerte recesión y picos históricos de pobreza y desocupación, se logró una importante recuperación económica y social. Durante el gobierno de Kirchner (2003-2007), la pobreza pasó del 62% al 35%; la desocupación, del 19,7% al 8,5%; y el Producto Bruto Interno (PBI) creció a tasas de entre el 8% y el 9% interanual. La deuda pública durante la gestión de Néstor Kirchner había llegado a su pico entre fines de 2001 y principios de 2002, con una relación deuda/PBI del 166%, tuvo un fuerte descenso hasta alcanzar menos del 40 por ciento.
| Año  | Crecimiento del PIB |
| ---- | ------------------- |
| 2003 | 8,8%                |
| 2004 | 9,0%                |
| 2005 | 9,2%                |
| 2006 | 8,4%                |
| 2007 | 8,0%                |

Desde el principio del Gobierno de Néstor Kirchner, el papel del Estado en la economía se amplió en relación con el que tenía durante el Gobierno de Carlos Menem. Esto se vio en la estatización de Aerolíneas Argentinas, Correo Argentino, Astillero Río Santiago y la creación de ENARSA y de Agua y Saneamientos Argentinos. 
Desde 2003 a 2007 el país registró una fase de crecimiento económico con tasas que oscilaron en torno al 9% (8,8% en 2003, 9% en 2004, 9,2% en 2005, 8,5% en 2006, 8,7% en 2007, 6,8% en 2008. Las reservas internacionales pasaron de U$S 14.000 millones en 2003 a más de U$S 47.000 millones en 2007. El salario mínimo que era en 2003 de $360 se elevó a $1.240 en 2007.
En el período 2003–2007, la industria argentina creció a un promedio anual del 10,3% en términos del Índice de Volumen Físico (IVF). Los bancos otra vez ganaron depósitos: pasaron de 114 462 millones de dólares en diciembre de 2004 a 169 729 millones en diciembre de 2006, lo que implica un crecimiento de más del 48%.
En 2004 se aprueba el proyecto nacional de promoción del turismo, norma con la que el Poder Ejecutivo procura generar un marco general para el desarrollo y el fomento de las actividades del sector, creando incentivos y atractivos para sus visitantes y residentes. El turismo receptivo representó en 2004 el 1,6% del PBI (superando el 1,4% del 2002 y el 1% promedio de la década pasada)". En 2004 ingresaron 3.4 millones de turistas a Argentina. Para el año 2006, ingresó un total de 4,1 millones de turistas internacionales, de los cuales el 60% provienen de países limítrofes. Para 2007 habían llegado más de 5,3 millones de turistas, batiendo el récord histórico de llegadas internacionales.
Paralelamente se propuso una quita del 75% de la deuda, que implicaría una disminución de 61.350 millones de dólares sobre el capital, que se reduciría así a 20.450 millones de dólares. En junio de 2004, llega a un acuerdo Organismos Internacionales y de los gobiernos de los tenedores de bonos en el exterior y se reconocieron los intereses atrasados. El 3 de enero de 2006, la Argentina abonó totalmente su deuda con el Fondo Monetario Internacional (FMI) concretando un pago anticipado de 9530 millones de dólares, un pasivo contraído entre enero y septiembre de 2001, con vencimientos programados hasta el 2009.

### Política laboral
En relación con el programa económico Néstor Kirchner se encontró con la necesidad de dinamizar el consumo interno para no interrumpir la recuperación de la producción iniciado en la parte final del gobierno duhaldista, lo que requería el incremento de la capacidad de compra de los asalariados, sin arriesgar el incremento de la competitividad logrado con la devaluación, creando una baja en el costo laboral. Para ello, el Gobierno desarrolló políticas activas, entre las que se incluyeron mejoras en los sueldos y la elevación del salario mínimo, vital y móvil, así como el impulso de negociaciones colectivas, que reunieron a sindicatos y cámaras empresarias en el Consejo del Salario.
El objetivo de ese conjunto de medidas, era no solo reparar las malas condiciones de vida de los sectores menos favorecidos, sino también garantizar un mercado interno en crecimiento que apuntalara el intento reindustrializador del país. En el plano laboral, inicialmente la estrategia estuvo destinada a amortiguar las consecuencias de la crítica coyuntura económica posterior a la devaluación. La duplicación del monto indemnizatorio en caso de despido injustificado fue una medida para asegurar un piso mínimo de ingresos a los grupos que perdían posiciones en el mercado de trabajo formal.
El 2 de marzo de 2004 se sancionó la Ley 25.877 que derogaba la Ley de flexibilización laboral "Ley Banelco". En la primera sesión ordinaria del año, el Congreso intentó subsanar el escándalo que rondó la sanción de la ley de flexibilización laboral cuatro años antes. Con amplia mayoría el Parlamento derogó la norma impulsada por el Gobierno del entonces presidente radical Fernando de la Rúa, ligado al pago de coimas en el Senado. El hecho de sobornos detonó la renuncia de su vice, Carlos “Chacho” Álvarez, y significó la antesala de lo que sería la crisis de 2001 y la debacle de la Alianza.
En 2003 se lanzó el Plan Nacional de Regularización del Trabajo (PNRT) que buscaba mejorar la formalidad en el mercado laboral mediante las inspecciones periódicas. Entre 2002 y 2014 el empleo registrado creció un 91%, llegando a 5,8 millones.

#### Política previsional
En 2004 se sancionó la Ley 25.994, la cual permitió acceder a una prestación jubilatoria a aquellas personas que tenían los aportes pero le faltaban cinco años de la edad prevista legalmente, dando un notable salto en la cobertura previsional a partir del 2006. El año 2007 mostró el pico más alto en las altas por moratoria, llegando a 1 050 000. Para 2009, el total de jubilados beneficiados por el nuevo régimen había llegado a 2 312 000. La política oficial había permitido ya en 2007 un nivel de cobertura previsional de más del 95%, la más alta de toda Latinoamérica. Si bien el objetivo era para varones y mujeres en general, de las 2 700 000 personas que accedieron a la jubilación, el 86 por ciento son mujeres.Por esta razón es que la moratoria terminó siendo conocida como “la jubilación para amas de casa”.

### Política social
Al momento de recibir la presidencia se encontraba vigente el Plan Jefes y Jefas de Hogar Desocupados que había sido implementado por su antecesor Eduardo Duhalde el año anterior. Estos planes fueron reconvertidos en el Seguro de Empleo y Capacitación del Ministerio de Trabajo y el programa Familias por la Inclusión Social del Ministerio de Desarrollo Social. Para 2007, 0,7 millones de beneficiarios del Plan Jefes habían conseguido un empleo registrado.

### Política sanitaria
Durante su gestión suscribió con las principales cámaras de medicamentos un acuerdo para mantener sin variación el valor de venta al público de una canasta de 237 productos medicinales. La política sanitaria de Néstor Kirchner en sus primeros tres años de gobierno tuvo como ejes la consolidación de los Centros de Atención Primaria de la Salud (CAPS), la promoción de la procreación responsable y la prescripción de medicamentos por nombre genérico.
Se produjo un fortalecimiento de la estrategia de Atención Primaria de Salud a través del envío de botiquines con medicamentos esenciales y otros insumos del MSAL, a más de 6.600 Centros de Atención Primaria de la Salud. La red de atención primaria de la salud aumentó 12 por ciento durante los tres años de gestión de Kirchner y dio lugar a la especialización de unos 6.000 médicos comunitarios mediante el Posgrado en Salud Social y Comunitaria.
El Programa Nacional de Lucha contra el Sida aseguró en forma gratuita la cobertura del 100 por ciento de los medicamentos e insumos para las personas que necesitan tratamiento, estimadas en más de 25 000 en todo el país. Durante la presidencia de Néstor Kirchner se incorporó la vacuna contra la hepatitis A y se produjo la ampliación de la cobertura del 40 al 70% en los medicamentos necesarios en las enfermedades crónica más frecuentes. Se ofrecieron medicamentos gratuitos del Programa Remediar, insumos del Programa de Salud Sexual y Procreación Responsable, leche del Programa Materno-Infantil y recursos humanos del Programa Médicos Comunitarios.
En septiembre de 2003 Argentina firmó el Convenio marco para el control del tabaco promovido por la Organización Mundial de la Salud, estableciendo políticas antitabaco a nivel federal.
Hacia 2005 la tasa de mortalidad infantil bajó al 13,3 por mil, destacándose como el índice más bajo de las últimas tres décadas. Con este descenso, se evitó la muerte de 1.069 chicos respecto al año anterior. En los primeros seis meses de 2006 murió un 11 por ciento menos de niños, comparado con el mismo período del año anterior, baja que se registra desde 2002 implica que en 2003 se evitó la muerte de 219 niños; en 2004 de 908 y en 2005 de 1069, una baja de 10,1 en las defunciones infantiles. Una de las medidas que permitió esto fue el Plan Nacer.
En materia de sexualidad y natalidad, el ministerio desarrolló un plan basado en la educación sexual y la libre distribución de preservativos y anticonceptivos. En 2007, el Ministerio distribuyó una guía para la atención de estos abortos no punibles con el fin de evitar la judicialización de los casos.
Entre las iniciativas que apuntaron a obtener un cambio de actitud en la sociedad, logró la sanción de la Ley de Donante Presunto, que determina esa condición de todos los ciudadanos, excepto que manifiesten lo contrario. Se crearon «zonas libres de humo» en lugares de trabajo dependientes del Estado y privados.
En cuanto al presupuesto, sobre el total destinado a salud paso de $3.729.495.861 en 2003 a a $4.306.527.873 en 2007.

### Política de educación, ciencia y tecnología
En 2003 fueron aprobadas la Ley de Garantía del Salario Docente y la ley que establece un mínimo de 180 días de clase (Ley 25864). En 2004 se estableció en todos los niveles y modalidades la obligatoriedad escolar de todo el territorio nacional desde los cinco a los 16 años. En 2005 se sancionó la ley 22.317 que obligaba al Estado Nacional y las provincias deberán garantizar el ejercicio del derecho a la educación en todo el ciclo lectivo escolar durante los días de clases afectados por cierre de colegios, eventos meteorológicos extremos, paro o huelga docente con un sistema de guardias mínimas obligatorias y la obligación de dar una serie de contenidos mínimos vía cuadernillos u otra modalidad para recuperar dichos días. La nueva Ley el Gobierno deberá ajustar los presupuestos educativos y universitarios de acuerdo a la inflación, sin poder recortarlos de ningún modo.
Junto a ellos se aprobó una ley de presupuestos mínimos obligatorios destinado a actualizar cada trimestre las partidas presupuestarias para cubrir gastos de funcionamiento, investigación y extensión en las universidades que habían sido congeladas desde 1999 hasta el año 2001.
En 2006 se aprobó la ley de educación sexual integral que empezó a marcar un cambio sustancial en la salud y cuidado de niños y jóvenes para incorporar a la currícula la perspectiva sobre género, salud reproductiva y respeto a la diversidad sexual. Ella le siguió, en 2006, la Ley de Educación Nacional que fijó en 13 años la escolaridad obligatoria (desde los cinco años hasta el secundario) y restableció la tradicional división entre escuela primaria y secundaria. Fue complementada con la Ley de Financiamiento Educativo, que otorgaba un incremento paulatino del presupuesto para la educación, la ciencia y la tecnología hasta llegar al 6% en 2010. En 2006 se aprobó la Ley de Educación Sexual Integral, que marcó un cambio sustancial en la salud y cuidado de niños y jóvenes.
En el ámbito de la educación universitaria se creó el Programa de apoyo al desarrollo de la infraestructura universitaria donde se realizaron 270 intervenciones edilicias. El presupuesto universitario pasó de 2.168 millones en 2004 a 11.700 en 2007. En términos de PBI, el incremento fue de 0,48% a 1%. Se creó una universidad nacional durante este período: la Universidad Nacional del Chaco Austral (UNCAus).
Se aumentó un 709% el presupuesto del Conicet. Además se lanzó el programa Raíces para repatriar a científicos involucrados que habían emigrado durante las décadas anteriores, con el objetivo de lograr la repatriación de los científicos involucrados en el programa.
En materia de economía del conocimiento, se aprobó en agosto de 2004 la Ley de Promoción de la Industria del Software. Entre 2003 y 2012 las ventas se incrementaron 313%, las exportaciones 414% y el empleo 266%.

### Política cultural
Tras la llegada al poder del presidente Néstor Kirchner, Torcuato Di Tella fue designado para ocupar el cargo de Secretario de Cultura y asumió el 25 de mayo de 2003. La política cultural se desarrolló constituyéndose proyectos de federalización de la cultura con el objetivo de descentralizarla y hacerla accesible para los lugares más periféricos del país. Al calor de la democratización de estas manifestaciones culturales, comenzaron a desarrollarse eventos artísticos, talleres y charlas a lo largo y lo ancho del territorio nacional. Esto implicó, por ejemplo, abrir en Rosario el Museo de Arte Oriental, llevar obras de arte que no estaban exhibidas en Buenos Aires a la provincia del Neuquén y la puesta en marcha del Museo Precolombino y crear un museo de la producción y el trabajo en el interior. "No quiero nada nuevo en Buenos Aires", afirma, sino "enfatizar la cultura popular, valorar la cultura aborigen y hacerla circular por el país, también a través de bibliotecas populares".
En 2005, creó el ciclo Cafés Cultura Nación, dedicado a promover charlas-debate en todo el país, incluso en cárceles y cuarteles militares. Creó SINCA (Sistema de Información Cultural de la Argentina), con la más completa información sobre la cultura del país en formato electrónico. Durante su gestión, la Secretaría promovió la Campaña contra el Tráfico Ilícito de Bienes Culturales y organizó el primer Congreso Argentino de Cultura en 2006. También impulsó el proyecto de "Ley Federal de Cultura" y consiguió el financiamiento del gobierno español para crear la Casa del Bicentenario, en pleno centro de la ciudad de Buenos Aires. Durante su gestión puso en marcha el programa Libros y Casas, que después copiaron países como México, Cuba y España.

### Política energética
En 2006 Kirchner y el gobernador de Chubut Das Neves acordaron la construcción de un polo energético en la provincia
com inversiones por $1.200 millones para construir una central de ciclo combinado a gas y un parque eólico en la localidad chubutense de Dolavon. La central térmica debía tener una potencia de entre 330 y 465 MW y en una primera etapa entraría en operación en enero de 2008.En 2005 firmaron acuerdos directos con empresas extranjeras (como Petrobras, Enap Sipetrol, Repsol y Ancap) para la exploración de 4 áreas en el mar Argentino.
En 2005 crea Nucleoeléctrica Argentina S.A. una empresa pública  de energía eléctrica argentina con el objetivo de potenciar las centrales nucleares de Embalse y Atucha I y II.

### Política de medios y comunicación
En 2005, Kirchner firmó un decreto suspendiendo los plazos de las licitaciones de radio y televisión, prorrogando 10 años más las mismas y autorizó la fusión entre Multicanal y Cablevisión avalada por la Comisión Nacional de Defensa de la Competencia avaló la unión de las compañías, pese a las advertencias de especialistas y asociaciones de consumidores. En agosto creó el Sistema Nacional de Medios Públicos, un multimedios estatal que abarcó a Canal 7, Radio Nacional y Télam.
Llevó adelante un plan de modernización y expansión de los medios públicos. 
la dirección del canal tomando cómo modelo la BBC fue dividida en las áreas de ficción y no ficción Durante este período el canal retomó la producción propia, después de casi una década volvió a producir ficción nacional.
A su vez, en 2005 ordenó que las empresas debían proveer el servicio mediante una tarifa social en zonas de emergencia del conurbano bonaerense con un abono reducido. También se exigió un plan de conexiones sin cargo en las escuelas públicas de todas las localidades donde operan las empresas, y dependiendo del tamaño de la localidad y la densidad geográfica, se deberán conectar hospitales, comisarías y cuarteles de bomberos.
Esta fusión fue criticada por su hijo, Máximo Kirchner, en 2017 diciendo en el congreso: Si tuvo un gran error Néstor fue la fusión Multicanal-Cablevisión.

### Política ambiental
El presidente Néstor Kirchner promulgó en 2003 el Acuerdo Marco sobre Medio Ambiente del Mercosur (ley 25.841) y el régimen de libre acceso a la información pública ambiental (ley 25.831). En 2004 lanzó la ley 25.916 de Residuos domiciliarios. El 28 de noviembre de 2007 se sancionó la Ley de Bosque Nativo que establece presupuestos mínimos de protección ambiental para el enriquecimiento, la restauración, conservación, aprovechamiento y manejo sostenible de los bosques nativos.
En 2005 creó el parque nacional Monte León ―un área protegida federal situada sobre el litoral marítimo de la provincia de Santa Cruz, con 61 700 hectáreas―. En agosto de 2007 se crea el parque interjurisdiccional marino costero Patagonia Austral, un área natural protegida ubicada al norte del golfo San Jorge entre el cabo Dos Bahías y la isla Quintano, en la provincia del Chubut en Argentina. Ese mismo año fue creada el 9 de noviembre por Ley n.º 13 394 la Reserva Natural Pehuen-Có - Monte Hermoso un área natural protegida ubicada en los partidos Coronel Rosales y Monte Hermoso de la provincia de Buenos Aires.

### Política de infraestructura y energía
A través del Plan Energético Nacional 2004–2019, lanzado por el entonces presidente Kirchner, Argentina había comenzado a reducir la participación hidrocarburífera en la matriz primaria y, paralelamente, inaugurado una política en energías alternativas y renovables. A fines de 2006 se aprobó la Ley 26.190 de Régimen de fomento nacional para el uso de fuentes renovables de energía con la cual el país avanzó en el camino de la diversificación energética. También lanzó el plan energético nacional, continuado por su sucesora que permitió incrementar un 51% la capacidad instalada.
Durante su presidencia se inauguró la central hidroeléctrica Potrerillos con una capacidad combinada de 160,4 MW. En conjunto, el complejo hidroeléctrico genera más de 850 de GWh por año. Esta cantidad equivale al 20% del consumo anual de electricidad de la provincia de Mendoza, con una inversión de 312 millones de dólares.
En 2006 lanzó el Plan de Reactivación Nuclear que buscaba reactivar el desarrollo nuclear en el país con una serie de obras entre las que se incluyen la finalización de Atucha II, la extensión de vida de la Central Nuclear de Embalse y la construcción de reactores Carem.
En 2004 lanzó el Plan Federal de Viviendas, que contemplaba la construcción de 120 000 unidades habitacionales, con una inversión cercana a los 3900 millones de pesos y la creación de unos 360 000 puestos de trabajo en todo el país.
El 21 de marzo de 2006, creó una empresa estatal, Agua y Saneamientos Argentinos (AySA), para el suministro de agua potable y servicio de cloacas. El 90 por ciento de la nueva compañía quedó en manos del Estado nacional y el 10 por ciento restante siguió en poder de los trabajadores, mientras el control operativo quedó a cargo de la Federación Nacional de Trabajadores de Obras Sanitarias. A partir de la gestión estatal 2.358.244 personas fueron incorporadas al servicio de agua desde 2006, mientras que 2.070.791 tienen cloacas desde entonces. En 2003, la cantidad de habitantes con agua potable era de 60935.516 y en 2015 ascendió a un total de 9.293.760.E n tanto, los habitantes que tenían cloacas eran 5.136.755 en 2003 y pasaron a 7.207.546 en 2015.

### Política judicial y de derechos humanos
A comienzos de la gestión de Néstor Kirchner se produce una renovación de la Corte Suprema de Justicia que había sido ampliamente criticada durante la década anterior por su cercanía al poder político. Así se produce el ingreso de Eugenio Zaffaroni, Elena Highton de Nolasco y Carmen María Argibay.
En materia judicial el presidente Néstor Kirchner toma la medida de autolimitarse en materia de nombramiento de jueces, fiscales, defensores, a través del Decreto 222 y del 558 del 2003, en cuanto a dar a publicidad las candidaturas para designar jueces, para que todas las personas e instituciones interesadas pudieran formular sus observaciones, limitó aún más el rol que en la selección de estos magistrados tiene el Poder Ejecutivo, después de la reforma del 94.
El 15 de diciembre de 2004 se sanciona la Ley 25.983 que unificaba las elecciones legislativas nacionales y pone como fecha de los comicios el cuarto domingo de octubre inmediatamente anterior a la finalización de los mandatos. De esta manera se buscaba transparentar los comicios y evitar manejos electoralistas de las fechas y excesos de quienes tienen el poder de convocar a comicios. Durante 2005 se produjo la Reglamentación de los DNU.
En 2006 el Congreso sancionó a instancias del presidente la ley que instauró al 24 de abril como "Día de acción por la tolerancia y el respeto entre los pueblos" en reconocimiento oficial del genocidio armenio. Convirtiendo al país en uno de los pocos países en reconocerlo oficialmente.
En 2006 mandó al Congreso una nueva Ley de Financiamiento de Partidos Políticos, aprobada en diciembre de 2006 por el Congreso de la Nación que establecía la prohibición de contratar publicidad para terceros. Esto significa que para la contratación de publicidad electoral es excluyente la participación de los responsables políticos o económicos de los partidos y alianzas y establece un tope máximo de recursos privados que los partidos o alianzas pueden recibir. La ley, que lleva el N.º 26.215, se establece la prohibición de contribuciones o donaciones anónimas, e impedía las contribuciones o donaciones de empresas concesionarias de servicios u obras públicas de la Nación, las provincias, los municipios o la ciudad de Buenos Aires.
Luego de 12 años de mora por incumplimiento del mandato constitucional de 1994, el Congreso sancionó la ley que reglamenta los decretos de necesidad y urgencia del Ejecutivo. Tras un arduo debate, el Congreso sancionó que los decretos deben ser aceptados o rechazados por mayoría absoluta de los presentes de ambas cámaras, pero continuarán vigentes mientras no reciban tratamiento parlamentario. Hasta la reglamentación del control parlamentario en 2006, marca una diferencia con el periodo anterior. Su incorporación a la carta orgánica le confirió una mayor legitimidad pero también implicó una serie de restricciones: Se explicitó la reserva de su utilización a situación de necesidad y urgencia; se prohibió la emisión de DNU en cuatro áreas de política pública: legislación tributaria, penal, electoral y de partidos políticos; se dispuso un mecanismo para el control parlamentario de los DNU, pero se difirió su reglamentación a una ley del Congreso.
Su gobierno se caracterizó por una política estatal activa en relación con los derechos humanos, que incluyó las anulaciones de los Indultos realizados por Carlos Menem, y las leyes de Obediencia Debida y Punto Final, que permitieron que se retomen los juicios contra los represores de la última dictadura militar.

#### Renovación de la Corte Suprema de Justicia
Durante los años noventa, la Corte fue duramente criticada por carecer de la suficiente independencia del Poder Ejecutivo. De hecho, muchos de sus miembros fueron acusados de conformar una «mayoría automática» que siempre fallaba a favor de los intereses del Gobierno. Durante el 2003, año en que asumió la presidencia Néstor Kirchner, los magistrados Julio Nazareno, Adolfo Vásquez y Guillermo López, renunciaron ante la posibilidad de resultar destituidos por juicio político, mientras que Eduardo Moliné O’Connor fue removido de su cargo a fines del mismo año.
Desde el 19 de junio de 2003, por decreto presidencial, todos los candidatos a integrar la Corte Suprema deben pasar una etapa de exposición pública que tiene que presentar el Poder Ejecutivo en los principales medios de comunicación de todo el país. El currículum del nominado (o los nominados) debe ser publicado y promocionado en el sitio web del Ministerio de Justicia y puede ser discutido por las ONG, las asociaciones de Derecho, las universidades, las organizaciones de derechos humanos, y cualquier ciudadano que así lo desee. Luego de un período de tres meses, el presidente, sopesando los apoyos y rechazos a la candidatura, queda habilitado para presentar la nominación al Senado, que debe decidir si aprueba o no que la persona propuesta por el presidente forme parte de la Corte, necesitándose una mayoría de dos tercios para dicha aprobación.

#### Derechos humanos
Su Gobierno incorporó reconocidos integrantes de organismos de Derechos Humanos. Además, impulsó el enjuiciamiento a los responsables por crímenes de lesa humanidad ocurridos durante los años setenta, realizados por la Triple A y por el Proceso de Reorganización Nacional. Para conseguirlo, sus partidarios apoyaron en el Congreso Nacional las anulaciones de las leyes de Obediencia Debida y Punto Final, las cuales mantenían frenados dichos juicios desde el Gobierno de Raúl Alfonsín. Dicha medida fue posteriormente ratificada por el Poder Judicial. Impulsó la reparación a familiares de las víctimas del atentado a la AMIA.
El 24 de marzo de 2004, en el marco del primer aniversario del golpe de Estado de 1976 que le tocaba vivir como presidente, Kirchner ordenó descolgar los cuadros de los dictadores  Jorge Rafael Videla y Reynaldo Bignone que aún exhibían las paredes del Colegio Militar. Ese mismo día, en un acto que encabezó luego en la ex ESMA, Kirchner pidió perdón de parte del Estado nacional "por la vergüenza de haber callado durante 20 años de democracia tantas atrocidades", y firmó el traspaso de la ESMA a los organismos de derechos humanos.
Ese año, luego de la anulación de las llamadas leyes de la impunidad, los diferentes fiscales involucrados comenzaron con las investigaciones de los hechos, pero las causas que involucraban a los indultos presidenciales se vieron frenadas hasta el año 2006.
En 2005 comenzaron a formularse los pedidos de elevación juicio de las diferentes causas. Los diferentes juicios, que se llevan a cabo desde el año 2007, se realizaron a través de todo el país. Las causas más conocidas son: el Caso Simón, Batallón 601, Von Wernich, Etchecolatz, Centro clandestino ESMA, Primer Cuerpo, Plan Cóndor, Masacre de Margarita Belén, Masacre de Trelew, Tercer Cuerpo y Barreto, Gonçalves y D’Amico (desprendimiento de la causa Riveros).
El 24 de marzo de 2004, Néstor Kirchner anunció que en el predio de la ESMA funcionaría el Espacio para la Memoria y para la Promoción y Defensa de los Derechos Humanos, lo que se hizo efectiva una vez desocupadas las instalaciones por parte de la Armada, el 20 de noviembre de 2007. En agosto de 2008 la totalidad del predio fue declarado «monumento histórico nacional» por el decreto 1333/2008.
En 2005 firma un nuevo decreto que reconoce la necesidad de la reparación, y reconocimiento en el caso de las víctimas de la Embajada de Israel. Meses después Kirchner envió proyecto de ley para reparar a familiares de víctimas de la represión policial del 19 y 20 de diciembre de 2001. En el acto correspondiente, pidió este que «se aceleren» los juicios «para todos los que violaron los derechos humanos», y solicitó al Congreso un pronto tratamiento.
A fines de la gestión de Néstor Kirchner había 898 imputados en las investigaciones de causas vinculadas con delitos de lesa humanidad: 350 de ellos se encontraban procesados y 8 habían sido condenados.

#### Políticas hacia la mujer
En febrero de 2006, lanzó un programa para evaluar el tema de la trata de personas en Argentina y para preparar un protocolo de atención de mujeres víctimas de violación. En ese mismo marco, se  preparó una tarea que incluyera Brigadas especializadas en atacar la prostitución infantil. Convocó a la Dra. Eva Giberti para trabajar en la redacción de la Ley contra la Trata de personas, que busca conseguir que las víctimas sean activas y exijan al Estado la detención del violador.]

### Política de defensa
Recuperó el Complejo Industrial Naval Argentino astillero (CINAR), mediante la rehabilitación y puesta en funcionamiento del astillero de Talleres Navales Dársena Norte (Tandanor) y del astillero Almirante Storni, que habían sido cerrados y desguazados en el durante el Gobierno del entonces presidente Carlos Menem, en los años noventa.
En lo tocante a la investigación científica con fines de defensa, se destacan la puesta en valor del Instituto de Investigaciones Científicas y Técnicas para la Defensa (CITEDEF), con el objetivo de privilegiar la investigación científica y la fabricación local por sobre las importaciones de armamento, que suelen ser onerosas para el Estado nacional. Durante su gestión el ejército participó en las tareas de ayuda humanitaria dentro y fuera del país como en, Catamarca, Charata (Chaco), el volcán Chaitén (Chile), y las Misiones de Paz en Haití y en Chipre. Dio impulso al desarrollo de un Sistema Integrado de Comando y Control Táctico de las Operaciones Militares, denominado SITEA; la reparación y modernización de vehículos de combate de la familia M113; la modernización del radar de vigilancia terrestre RASIT y la fabricación y provisión de lanzacohetes antitanque del tipo MARA 200. Así mismo, se firmó el Acuerdo Marco dentro del “Programa Federal de Construcción de Viviendas”, firmado entre los Ministerios de Defensa y de Planificación Federal, Inversión Pública y Servicios, que compromete la construcción de 7300 viviendas para las Fuerzas Armadas.
Se produce la desarticulación de la Doctrina de Seguridad Nacional que había sido impuesta por los Estados Unidos a los países latinoamericanos en el marco de la Guerra Fría, mediante el entrenamiento de oficiales de distintos países de América Latina en la Escuela de las Américas, y que siguió en vigor en Argentina largamente tras la recuperación de la democracia, en 1983. Néstor Kirchner quería en la cartera un ministro con el perfil asociado a la defensa de los derechos humanos para la realización de estas tareas, ya que consideraba las Fuerzas Armadas una institución necesaria para la Nación.
Otro de los objetivos había sido promover la reforma del sistema de Justicia militar argentino, algo que solo pudo lograrse del todo hacia 2009, debido a la gran cantidad de textos normativos y de proyectos de reforma existentes.

### Política de seguridad
Un mes luego de asumir lanzó el llamado "plan de shock" contra el delito, impulsado por el presidente Néstor Kirchner, una de sus promesas de campaña para los 100 priemeros días de gobierno, esta política consistió en una embestida sobre los desarmaderos con el propósito de reducir la sustracción de vehículos, ya que se trata de uno de los delitos más violentos que, a menudo, terminaban en un asesinato. Para el año 2003 se calculaba que alrededor del 40% de los homicidios en la provincia y ciudad de Buenos Aires se cometían durante los robos de autos. Entre otras medidas se constituyó una fiscalía especializada en el robo automotor con equipos de fiscales que investigaban las causas para establecer conexiones entre bandas, desarmaderos, las compañías de seguros, las empresas que compran chatarra para fundirlo y la posible convivencia de policías El plan desarrollado por el ministro Beliz y el gobernador bonaerense Felipe Solá puso la mira los desarmaderosç mediante operativos de seguridad en Capital y Gran Buenos Aires. El 10 de julio Beliz anunció un plan de 40 puntos para generar confianza en la policía y combatir la corrupción en sus filas. En materia de seguridad comenzó una lucha contra la corrupción, depuró las fuerzas policiales.
 En abril de 2004 el presidente Néstor Kirchner ordenó desde Río Gallegos que se releve de su cargo al jefe de la División Investigaciones de la Policía Federal, comisario Jorge Fino Palacios, investigado de actos de corrupción con desarmaderos de automóviles robados. En 2006 comenzó la instalación de radares para controlar el espacio aéreo argentino mediante el desarrollo de un sistema integral de vigilancia para la aeronavegación por la empresa estatal INVAp. El plan estimaba contar con el sistema integral de control del espacio aéreo en completo funcionamiento en 2009 para combatir el narcotráfico y los vuelos irregulares. El 1 de marzo de 2004, se logró en la sanción del proyecto impulsado por el diputado Rossi que creó el Registro de Datos Genéticos vinculados a Delitos contra la Integridad Sexual (RNDG), para la investigación de todo tipo de delitos, propuesta e impulsada por el FPV desde 2003. En 2005 fue creado el organismo.
En 2005 con el objetivo de combatir el robo y contrabando de autos formuló nuevas directivas estableciendo que partir del primero de enero de 2006, se comenzó a exigir la tramitación del Registro de Usuario para poder conducir un vehículo sin ser titular del mismo conocida como cédula azul, el documento vial tenía el objetivo de autorizar a un tercero y debía ser tramitado por el dueño del auto.
En 2007 llevó adelante una recomposición salarial a las fuerzas de seguridad otorgando un incremento del 20 por ciento del sueldo a los efectivos de la Policía Federal, Prefectura, Gendarmería y Policía de Seguridad Aeroportuaria.
El 13 de junio de 2007 lleva a cabo una ley de reforma del Código Penal sancionada por el Congreso Argentino que en el marco de las recomendaciones del Grupo de Acción Financiera Internacional para evitar el lavado de dinero como fuente de financiamiento del terrorismo internacional.

### Política exterior
A nivel internacional, Kirchner formó parte de un grupo de mandatarios de varios países, junto con Lula da Silva (Brasil), Tabaré Vázquez (Uruguay), Evo Morales (Bolivia), Michelle Bachelet (Chile), Rafael Correa (Ecuador) y Hugo Chávez (Venezuela) quienes, por primera vez en la historia de América Latina, han planteado la posibilidad de establecer una coalición de países de la región que desarrolle políticas independientes de las potencias mundiales hegemónicas. En el año 2005, en la Cumbre de las Américas de Mar del Plata, la región rechazó la pretensión norteamericana de imponer el proyecto del ALCA (Área de Libre Comercio de las Américas). Hugo Chávez ha recordado en una entrevista el momento en el que el presidente Kirchner se dirigió a George W. Bush, que estaba sentado en un rincón del salón de aquella cumbre marplatense. «No nos vengan aquí a patotear», fue la frase del exmandatario argentino.
Las relaciones con otros países (importantes para la Argentina, como México, Paraguay, Perú, Sudáfrica y Rusia) así como otros temas, estrechamente relacionados entre sí, como la política de defensa, el conflicto de las Malvinas, las políticas respecto al Atlánticos Sur y a la Antártida. Su gestión se caracterizó por la vuelta el corte autonomista, en oposición a las relaciones carnales con EE. UU. que fue reforzado por la elección de la alianza con Brasil, en términos estratégicos. Además, la profundización del Mercosur y la relación con los países asociados, Chile y Bolivia, entre las nuevas prioridades.
En su mensaje inaugural al Parlamento, el presidente Kirchner fijó las pautas generales de su política exterior. Estas poseían un cariz geográfico, ubicado como prioridad regional, un mercado interno ampliado hacia el Mercosur, con intervención del Estado a través de política activa de promoción de competencia e ingreso. Su política en el primer año se basó cinco ejes la política multilateral de seguridad, la política regional y el Mercosur, la estrategia de apertura y diversificación de mercados, las negociaciones en torno a la salida del default y la política por la soberanía de las Islas Malvinas.
De la participación en Misiones de Paz de Naciones Unidas podemos observar que, a diferencia de los anteriores períodos ―el de Fernando De la Rúa y Eduardo Duhalde―, existió un incremento significativo del número de hombres en estas misiones, pasando de unos 560 hombres ―al asumir Kirchner― a 1028 tras el envío de soldados a Haití. En lo que respecta a la promoción y protección de los derechos humanos, en consonancia con su agenda interna en la materia, promovió la firma de instrumentos internacionales: uno, de carácter universal, como fue la rúbrica de la "Convención Internacional de la Protección de Todas las Personas contra la Desaparición Forzada", el otro, de carácter regional, fue la aprobación del sistema interamericano de Protección y Promoción de los Derechos Humanos.
Respecto a la lucha contra el terrorismo estuvo posicionada en la agenda desde un principio, pero abogó por la multilateralidad, cuando señaló que:

… no existe alternativa aceptable a la acción multilateral. Solo el debate colectivo y el consenso de una mayoría de países puede asegurar una acción genuina. La única legitimidad para el uso de la fuerza debe provenir de las decisiones del Consejo de Seguridad
Néstor Kirchner, discurso ante la Asamblea General de Naciones Unidas (Nueva York, septiembre de 2004).

En la cuestión económica se avanzó en la apertura y diversificación del comercio exterior. En términos generales, el volumen de las exportaciones creció casi un 100% desde el 2002 al año 2007, pasando de 25.650 millones de dólares, en esa fecha, a casi 50.000 en la última. La balanza comercial siguió siendo positiva, mientras se abrieron nuevos mercados asiáticos y africanos. Para promover la imagen de los productor argentinos al exterior se lanzó la Marca País, a través de um concurso llevado a cabo en el año 2006, llamado Concurso para la Identidad Visual de la Argentina Marca, que incluyó a algunos diseñadores del país. Siendo la marca país es mucho más que una campaña de promoción publicitaria, sino además una estrategia completa para capitalizar la reputación del país, encabezando la clasificación de marca país de Latinoamérica.
En 2006 surgió un conflicto diplomático con Uruguay a raíz de la instalación de plantas de celulosa sobre el río Uruguay que llevó al corte por parte de activistas de los puentes internacionales con el país oriental. Kirchner se negó a reprimir a los manifestantes e incluso se manifestó públicamente a favor. También apoyó ante la Comisión Ballenera Internacional la creación del Santuario Ballenero en las aguas del Atlántico Sur. En agosto de 2005 se constituye con participación mayoritaria de capital estatal, para cubrir las necesidades de la flota mercante estatal y competir en el campo de las reparaciones navales se constituyó la sociedad anónima Talleres Navales Dársena Norte (TANDANOR), con mayoría de capital estatal y dirigida por la Armada Argentina y la Administración General de Puertos. La nueva empresa incorporó talleres navales de la Armada y 2 diques secos de la Administración General de Puertos.

### Elecciones legislativas 2005
En 2005, el Congreso aprobó la unificación de las elecciones legislativas, en lo que fue una reforma electoral para ponerle fin a la discrecionalidad de los gobernadores en el armado de las listas de candidatos.
Tras las elecciones legislativas en octubre de 2005, Kirchner obtuvo la primera minoría a nivel nacional.
Esto se vio reflejado en importantes cambios en el gabinete. Las elecciones en la provincia de Buenos Aires estuvieron marcadas por el enfrentamiento electoral con Duhalde, resultaron en un triunfo amplio de los partidarios del presidente Kirchner, que obtuvieron las dos bancas senatoriales correspondientes a la mayoría, y 18 escaños de diputados nacionales. El frente sumó a los sectores de izquierda y centro del peronismo, junto a sectores neomarxistas, como Patria Libre y su organización social Barrios de Pie, el Partido Comunista Congreso Extraordinario, las fracciones que se fueron del Partido Comunista a comienzos de los años noventa, varios sectores de la CTA y sectores de la izquierda no peronista.

### Elecciones de 2007
El 2 de junio de 2007 el jefe de Gabinete, Alberto Fernández, confirmó que Kirchner no buscaría la reelección en las elecciones presidenciales de octubre, agregando que quien lo haría sería su esposa, la senadora Cristina Fernández de Kirchner, como representante del Frente para la Victoria (FPV-provincia de Buenos Aires).
La noticia había trascendido el día anterior y había sido publicada por el diario Clarín (Buenos Aires).

### Gabinete de Ministros
| Jefatura de Gabinete y Ministerios del Gobierno de Néstor Kirchner                                 | Jefatura de Gabinete y Ministerios del Gobierno de Néstor Kirchner | Jefatura de Gabinete y Ministerios del Gobierno de Néstor Kirchner                                                                 |
| Cartera                                                                                            | Titular                                                            | Período |
| -------------------------------------------------------------------------------------------------- | ------------------------------------------------------------------ | --- |
| Jefatura de Gabinete de Ministros                                                                  | Alberto Fernández                                                  | 25 de mayo de 2003–10 de diciembre de 2007                                                                                         |
| Ministerio del Interior                                                                            | Aníbal Fernández                                                   | 25 de mayo de 2003–10 de diciembre de 2007                                                                                         |
| Ministerio de Relaciones Exteriores, Comercio Internacional y Culto                                | Jorge Taiana Rafael Bielsa                                         | 1 de diciembre de 2005–10 de diciembre de 2007 25 de mayo de 2003–1 de diciembre de 2005                                           |
| Ministerio de Defensa                                                                              | Nilda Garré José Pampuro                                           | 1 de diciembre de 2005–10 de diciembre de 2007 25 de mayo de 2003–1 de diciembre de 2005                                           |
| Ministerio de Economía y Producción                                                                | Miguel Peirano Felisa Miceli Roberto Lavagna                       | 17 de julio de 2007–10 de diciembre de 2007 1 de diciembre de 2005–17 de julio de 2007 25 de mayo de 2003–1 de diciembre de 2005   |
| Ministerio de Planificación Federal, Inversión Pública y Servicios                                 | Julio de Vido                                                      | 25 de mayo de 2003–10 de diciembre de 2007                                                                                         |
| Ministerio de Justicia, Seguridad y Derechos Humanos                                               | Alberto Iribarne Horacio Rosatti Gustavo Béliz                     | 26 de julio de 2005–10 de diciembre de 2007 25 de julio de 2004–26 de julio de 2005 25 de mayo de 2003–25 de julio de 2004         |
| Ministerio de Trabajo, Empleo y Seguridad Social                                                   | Carlos Tomada                                                      | 25 de mayo de 2003–10 de diciembre de 2007                                                                                         |
| Ministerio de Salud y Ambiente                                                                     | Ginés González García                                              | 25 de mayo de 2003–10 de diciembre de 2007                                                                                         |
| Ministerio de Desarrollo Social                                                                    | Alicia Kirchner Juan Carlos Nadalich Alicia Kirchner               | 18 de agosto de 2006–10 de diciembre de 2007 1 de diciembre de 2005–18 de agosto de 2006 25 de mayo de 2003–1 de diciembre de 2005 |
| Ministerio de Educación, Ciencia y Tecnología                                                      | Daniel Filmus                                                      | 25 de mayo de 2003–10 de diciembre de 2007                                                                                         |
| Secretarías de Estado del Gobierno de Néstor Kirchner                                              |                                                                    | |
| Cartera                                                                                            | Titular                                                            | Período |
| Secretaría General de la Presidencia                                                               | Oscar Parrilli                                                     | 25 de mayo de 2003–10 de diciembre de 2007                                                                                         |
| Secretaría de Legal y Técnica                                                                      | Carlos Zannini                                                     | 25 de mayo de 2003–10 de diciembre de 2007                                                                                         |
| Secretaría de Inteligencia del Estado                                                              | Héctor Icazuriaga Sergio Acevedo                                   | 5 de diciembre de 2003–10 de diciembre de 2007 25 de mayo de 2003–5 de diciembre de 2003                                           |
| Secretaría de Turismo                                                                              | Enrique Meyer                                                      | 25 de mayo de 2003 –10 de diciembre de 2007                                                                                        |
| Secretaría de Cultura                                                                              | José Nun Torcuato di Tella                                         | 25 de noviembre de 2004–10 de diciembre de 2007 25 de mayo de 2003–25 de noviembre de 2004                                         |
| Secretaría de Programación para la Prevención de la Drogadicción y la Lucha contra el Narcotráfico | José Granero                                                       | 25 de mayo de 2003–10 de diciembre de 2007                                                                                         |
| Secretaría de Deportes                                                                             | Claudio Morresi                                                    | 25 de mayo de 2003–10 de diciembre de 2007                                                                                         |

## Actividad posterior a la presidencia

### Gestiones humanitarias en Colombia
El presidente de Francia Nicolás Sarkozy le pidió en enero a Kirchner colaboración para lograr la liberación de Ingrid Betancour, en poder de las FARC.
Néstor Kirchner formó parte como garante de la comitiva que, en el marco del Acuerdo humanitario, intentó supervisar la liberación de tres prisioneros de las Fuerzas Armadas Revolucionarias de Colombia (FARC) en la Operación Emmanuel. Dicha liberación no tuvo lugar en ese momento (los rehenes fueron liberados pocos días más tarde), por lo que Kirchner debió volver al país.

### Presidencia del Partido Justicialista
Kirchner asumió en 2008 como titular del Partido Justicialista (PJ) junto a los 74 dirigentes que lo acompañaron en la lista partidaria. El apoderado del PJ, Jorge Landau, anunció que Kirchner era ungido como nuevo presidente del PJ luego de que la lista creada por los Rodríguez Saá no lograra cumplir con dos de las condiciones que imponía la nueva carta orgánica del partido: no pudo presentar avales del 2 por ciento del padrón de afiliados ni tampoco logró el apoyo de cinco jefes distritales del PJ.
Siendo el presidente del Partido Justicialista (PJ) el 29 de junio de 2009, Kirchner renunció a la presidencia del Partido Justicialista, reasumiendola días después. varios dirigentes justicialistas ―como Carlos Reutemann no concurrieron. Asistieron el gobernador de Entre Ríos, Sergio Urribarri; y la esposa del mandatario tucumano, Beatriz Rojkes de Alperovich los mandatarios de San Juan, José Luis Gioja; de Mendoza, Celso Jaque; de Jujuy, Walter Barrionuevo; de la Rioja, Luis Beder Herrera; de Santa Cruz, Daniel Peralta; y de Formosa, Gildo Insfrán, el ministro del Interior, Florencio Randazzo; el vicegobernador de la provincia de Buenos Aires, Alberto Balestrini; el dirigente juvenil y diputado porteño Juan Cabandie, y diputados y senadores nacionales. Desde este rol tendió lados con la federación de partidos provinciales con liderazgos territoriales para incorporarlos al partido. Se caracterizó con un diálogo abierto a los mandatarios provinciales y municipales que no formaban parte del espacio.

### Elecciones legislativas de 2009
En las elecciones legislativas del 28 de junio de 2009, Kirchner se presentó como primer candidato a diputado nacional por la provincia de Buenos Aires, por la lista Frente Justicialista por la Victoria.
En todo el país la alianza Frente para la Victoria-Partido Justicialista, liderada por Kirchner, obtuvo 5 871 345 votos (31,2%), superando al Acuerdo Cívico y Social que obtuvo 5 763 342 votos (30,7%),
pero perdió 19 diputados y 4 senadores en el Congreso Nacional, continuando como primera minoría.
Los familiares del Dr. Cámpora entregaron ese año a Kirchner los atributos presidenciales del expresidente en un acto público tanto la banda presidencial como el bastón.

### Secretario general deUnasur
El 4 de mayo de 2010, fue elegido por unanimidad durante la cumbre presidencial del organismo que se llevó a cabo en Buenos Aires. La única abstención fue la de su sucesora Cristina Fernández de Kirchner esposa, quien explicó, que no votaba "por obvias razones", absteniendose quedando a cargo de la Secretaría General de Unasur.Los ocho presidentes presentes y cuatro cancilleres aprobaron la designación de Kirchner al frente de la Unasur por consenso. En relación con el apoyo a Haití tras el terremoto, impulsó reuniones con los mandatarios latinos, donde decidieron en una reunión especial por el archipiélago, crear un fondo de ayuda de 100 millones de dólares, incluyendo una propuesta de solicitar un aporte del Banco Interamericano de Desarrollo (BID) por otros 200 millones.
Por sus gestiones para ayudar al país caribeño existe el hospital Presidente Néstor Kirchner en la ciudad de Puerto Príncipe, siendo el de mayor complejidad en la isla. Su primera acción como secretario fue la visita a Paraguay para promover la integración regional. Previamente el país desde 2005 creó el Programa Pro-Huerta con Haití fue implementado por la Argentina desde el año 2005, con el objetivo de garantizar la seguridad alimentaria mediante el fomento de la autoproducción de alimentos frescos a través de huertas orgánicas, para complementar la dieta de poblaciones urbanas y rurales con necesidades básicas insatisfechas. Dicho plan fue extendido a toda la Unasur nueve años después. La sede general del organismo llevó su nombre y en la entrada hubo una estatua en su memoria, retirada en 2018 y cedida a la Argentina en octubre de 2020.

## Fallecimiento
Durante 2010 su salud se debilitó seriamente. El 7 de febrero de 2010 fue operado de la carótida derecha con éxito, lo que lo obligó a retirarse temporalmente de sus funciones. El 11 de septiembre de 2010 tuvo que ser sometido a una angioplastia y se le colocó un stent. Fue dado de alta al día siguiente. A pesar de que se le había recomendado cambiar su estilo de vida debido al estrés, tan solo 2 días después, el 14 de septiembre de 2010, participó de un multitudinario acto convocado por la juventud kirchnerista en el estadio Luna Park, junto con la presidenta Cristina Fernández de Kirchner.
Falleció a los sesenta años de edad en la ciudad de El Calafate, provincia de Santa Cruz. Según el parte médico oficial, el exmandatario murió como consecuencia de un paro cardiorrespiratorio no traumático, el 27 de octubre de 2010 a las 9:15, encontrándose junto a su esposa, la presidenta Cristina Fernández de Kirchner en su residencia. Era día no laborable, debido al censo nacional que se efectuaba por esas horas, con lo que el matrimonio Kirchner fue a tomar un reposo a El Calafate. El deceso se produjo al iniciarse el megaoperativo del censo poblacional del 2010, día declarado feriado nacional, lo cual causó mayor impacto en la población argentina. Néstor Kirchner pudo recibir el sacramento de la unción de los enfermos antes de morir. Varios presidentes de América Latina visitaron la capilla ardiente en la Casa Rosada, entre ellos Evo Morales (Bolivia), Lula da Silva (Brasil), Hugo Chávez (Venezuela), Rafael Correa (Ecuador), José Mujica (Uruguay), Fernando Lugo (Paraguay), Sebastián Piñera (Chile), Juan Manuel Santos (Colombia). Además, personalidades del mundo del espectáculo y de la cultura como Teresa Parodi, Florencia Peña, Jorge Luz, Osvaldo Santoro, Andrea del Boca, Pablo Echarri, Nancy Dupláa, Daniel Fanego y Marcelo Tinelli, entre otros. Los restos de Néstor Kirchner fueron escoltados por dos multitudinarias caravanas en la ciudad de Buenos Aires y en Río Gallegos. Pobladores de la capital de Santa Cruz y otras ciudades se desplegaron a lo largo de unos 10 kilómetros de autopista, en las banquinas, sobre los puentes y también por la avenida Beccar y otros accesos al cementerio municipal.
Además de Argentina, siete países sudamericanos declararon duelo oficial por la muerte de Kirchner: Brasil, Chile, Colombia, Paraguay, Perú, Uruguay y Venezuela, anunciando la presencia de varios presidentes de países miembros de UNASUR en los funerales de Estado. Cientos de miles de personas desfilaron por el Salón de los Patriotas de la Casa Rosada donde fue velado, en ocasiones con una fila de al menos seis horas de espera.
A su vez, se produjo una declaración conjunta de los 12 países de la UNASUR desde la presidencia pro tempore en Quito, en donde se le calificó como un «líder clave» en la integración regional y se decretó por primera vez duelo regional por tres días.
Diversos gobernantes y líderes mundiales enviaron mensajes de condolencias a la presidenta Cristina Fernández y al pueblo argentino. El Salón de los Patriotas Latinoamericanos, habilitado como capilla ardiente, concurrieron miles de personas para despedir al exlíder del Partido Justicialista y expresar sus condolencias a la presidenta y viuda, Cristina Fernández de Kirchner. Dicha multitud colapsó la plaza de Mayo y parte del centro de la ciudad de Buenos Aires.

## Críticas
En enero de 2010, fue denunciado por el abogado Enrique Piragini. Sin embargo, el mismo juez denunció a Piragini ante el Colegio Público de Abogados de la capital federal por la «liviandad» de sus presentaciones, que «en su mayoría son solo un “corte y pega” de noticias aparecidas en medios periodísticos, sin mayor elaboración o conocimiento personal de los hechos denunciados».
Diversos analistas catalogaron su gestión como de corte progresista, socialdemócrata y de centro izquierda «populista».y como parte de una nueva camada de presidentes progresistas latinoamericanos que formaban parte de la Marea Rosa, caracterizada por el fuerte crecimiento económico, los proyectos latinoamericanistas, la visión multipolar de las relaciones internacionales, contrarias al unilateralismo de los 90, una preponderancia de la justicia social y la distribución del ingreso frente al neoliberalismo de la década pasada y el nuevo rol del Estado frente al consenso de Washington impuesto por el FMI.
Definido como una posición de centroizquierda, progresista, que se enmarca en una Internacional Socialista.

### Intervención del INDEC
En el año 2007 se intervino el Instituto Nacional de Estadísticas y Censos (INDEC) cuestionandose los indicadores de inflación, producto interno bruto (PBI), y la pobreza.

## Honores

### Premios
- Condecoración de la Asamblea Permanente de los Derechos Humanos de Ecuador «por su política en materia de derechos humanos, porque ha empezado a castigar los crímenes que estaban en la impunidad y por su posición respecto al pago de la deuda externa» (2004).[273]
- Doctorado Honoris Causa de la Universidad de Fudan (2004).[274]
- Collar de la Orden del Libertador, de Venezuela (2006).[275][276]
- Collar de la Orden del Mariscal Francisco Solano López, de Paraguay (2006).[277]
- Premio Democracia, en terna Personalidad Destacada de Argentina, del centro cultural Caras y Caretas (2010).[278]
- Título de Doctor Honoris Causa post mortem de la Universidad Nacional de Entre Ríos.[279]
- Doctor honoris causa Universidad Nacional de La Plata.[280][281]
- Doctor honoris causa de la Universidad Nacional de Lanús (2010).[282]

### Homenajes
- El 27 de noviembre de 2010 la UNASUR rindió un emotivo homenaje en memoria de Kirchner, que se realizó en el marco de la IV Cumbre de jefes de Estado, que sesionó en Guyana.[283]
- El 29 de noviembre de 2010, ministros del Gobierno nacional, funcionarios y legisladores encabezaron un acto de homenaje a Néstor Kirchner en el estadio cubierto de Atlanta, en la ciudad de Buenos Aires a poco más de un mes de su fallecimiento.[284]

- La cámara de diputados de la Nación Argentina distingue todos los años a diversas personalidades de la cultura con el premio Néstor Kirchner.[285]
- Todos los años el parlamento argentino otorga el Premio Néstor Kirchner a deportistas con capacidades diferentes.[286][287]
- Los campeonatos Clausura y Apertura de 2011 se denominaron con su nombre, como homenaje de la Asociación del Fútbol Argentino.

- Varios hospitales llevan su nombre:
  - El complejo hospitalario "Gobernador Jorge Cepernic – Presidente Néstor Kirchner".[288]
  - el Hospital El Cruce fue rebautizado Néstor Kirchner, en la ciudad de Florencio Varela (en el Gran Buenos Aires), de acuerdo a la iniciativa aprobada en el Concejo Deliberante local y luego fue elevada al Ministerio de Salud bonaerense.[287]
  - Hospital Néstor Kirchner, en Florencio Varela (Gran Buenos Aires).
  - Hospital de Día «Néstor Kirchner», en San Miguel de Tucumán, inaugurado en 2014.[289]
  - Hospital Presidente Néstor Kirchner en la ciudad de Puerto Príncipe, siendo el de mayor complejidad en la isla de Haití.[236]
  - el centro de atención primaria Presidente Néstor Kirchner, en Ayacucho (Buenos Aires).
  - el centro de salud Néstor Carlos Kirchner, en Colonia Avellaneda (Entre Ríos).
  - el centro de salud Presidente Dr. Néstor Kirchner, en Cerrillos (Provincia de Salta).
  - el centro genético Néstor Kirchner, en Morteros (provincia de Córdoba).

- Varios edificios educativos en todo el país llevan su nombre:
  - Escuela Presidente Néstor Kirchner, en la ciudad de Albardón (provincia de San Juan).
  - La escuela secundaria Néstor Kirchner, en Chivilcoy (provincia de Buenos Aires), inaugurada en 2011 por el gobernador Daniel Scioli.[290] En esa ciudad también existe una autovía y un paso a nivel llamados Kirchner.[291]
  - La Escuela Néstor Kirchner, en la ciudad de San Juan.[292]
  - El edificio Néstor Kirchner, que alberga a la Facultad de Periodismo y Comunicación Social de la Universidad Nacional de La Plata lleva su nombre.[150]
- Escuela Néstor Kirchner, en la localidad de Espinillo (provincia de Chaco), en la zona de El Impenetrable, inaugurada por el gobernador Jorge Capitanich.[287]

- Aeropuerto Presidente Néstor Kirchner, en la ciudad de Villa María (provincia de Córdoba).[293]
- Aeropuerto Néstor Carlos Kirchner, en Gobernador Gregores.[294]
- El salón Néstor Kirchner en el Palacio de Miraflores (Caracas), sede del Poder ejecutivo de Venezuela.[295]
- el centro social y deportivo Néstor Kirchner, en Roldán (en la provincia de Santa Fe).[296]
- El edificio municipal Veintisiete de Abril-Néstor Kirchner, en la ciudad de Avellaneda (Buenos Aires).[297]
- la Terminal de Ómnibus "Presidente Néstor Carlos Kirchner" es la estación terminal de colectivos en la ciudad de Santiago del Estero.[287]
- el albergue estudiantil Dr. Néstor Kirchner, en la Universidad Nacional de La Rioja, inaugurado por Cristina Fernández en 2014.[298]
- Estadio olímpico municipal Dr. Néstor Kirchner, en Palpalá (provincia de Jujuy), inaugurado por el gobernador Carlos Heller en 2014.[299]
- Delegación Néstor Kirchner, de la Ansés en la ciudad de Mar de Plata.[300]
- En Chubut fue bautizada una autovía en su honor.[301]
- La avenida paseo de las Américas se renombró como avenida Dr. Néstor Kirchner, en la ciudad de Formosa.
- La costanera Néstor Kirchner, en la ciudad de Santa Fe.[302]
- la calle Néstor Kirchner, una de los principales accesos al municipio de Villa Maipú (partido de General San Martín, en el Gran Buenos Aires), desde la ciudad de Buenos Aires, es la continuación de la calle Ituzaingó, en el tramo comprendido entre la avenida General Paz (A-001) y la calle Maquinista N. Savio, por ordenanza del Concejo Deliberante.[303]
- Avenida Néstor Kirchner, en la ciudad de Formosa (provincia de Formosa).
- La avenida Presidente Néstor Kirchner es la vía principal de la ciudad de Río Gallegos (provincia de Santa Cruz).[304]
- La avenida costanera Presidente Néstor Kirchner, en la ciudad de Caleta Olivia (provincia de Santa Cruz).[305]
- La avenida costanera Presidente Néstor Kirchner, en la ciudad de El Calafate.[306]
- Puente distribuidor Presidente Néstor Kirchner, que facilita la conexión de la avenida del Libertador con la costanera que da al Río de la Plata, en la ciudad de Vicente López (en el norte del Gran Buenos Aires).[307]
- puente distribuidor Presidente Néstor Kirchner en la ciudad de Rawson (provincia de Chubut).[308]
- Puente Presidente Néstor Kirchner, en la ciudad de Cosquín (provincia de Córdoba), inaugurado en 2015.
- Una plaza en Avellaneda (sur del Gran Buenos Aires).[309]
- El 17 de noviembre de 2010 el Concejo Deliberante del partido de Merlo impuso el nombre «plaza Presidente Dr. Néstor Kirchner» a la plaza Mitre, frente a la estación.[310]
- la plaza Néstor Kirchner en Rawson (San Juan).
- Parque municipal Néstor Kirchner, en la ciudad de Mar Chiquita (provincia de Córdoba), inaugurado en 2012.[311]
- Plaza Néstor Kirchner en la ciudad de Merlo (provincia de San Luis).
- El barrio Néstor Kirchner, en la ciudad de La Rioja, un barrio lleva su nombre.[312]
- El barrio Néstor Kirchner, en San Miguel de Tucumán.[313]
- Barrio Néstor Kirchner, en la ciudad de Chacabuco (provincia de Buenos Aires).[314]
- El barrio Néstor Kirchner, en la ciudad de José C. Paz (en el Gran Buenos Aires), inaugurado en 2014.[315]
- Barrio Néstor Kirchner en la localidad de Ranchos.[316]
- El barrio Néstor Kirchner, en la ciudad de La Plata (provincia de Buenos Aires) inaugurado en 2015 por el Plan Federal de Viviendas.
- El barrio Néstor Kirchner, en la ciudad de Sáenz Peña (provincia de Chaco).[317]
- El barrio Néstor Kirchner, en la ciudad de Añatuya (Santiago del Estero).
- Planta Hidroeléctrica en Santa Cruz (en construcción).[318]
- La central nuclear Néstor Kirchner, adyacente a la central nuclear Juan Domingo Perón ―en el centro atómico Atucha, cerca de la localidad de Lima (en la provincia de Buenos Aires)― es una de las tres centrales nucleares del país.
- El gasoducto binacional "Néstor Kirchner", inaugurado en 2015 por la presidenta Cristina Fernández de Kirchner, que une Argentina y Bolivia, desde la localidad boliviana de Miraflores hasta la ciudad fronteriza argentina de La Quiaca, a través de un tendido de 95 kilómetros de tubería.[319]
- Planta de efluentes Néstor Kirchner, en la ciudad de Lanús (en el Gran Buenos Aires).[320]
- busto a Néstor Kirchner en el complejo del centro cívico de la ciudad de Villa Dolores (provincia de Córdoba), se descubrió una placa recordatoria.[321]
- monumento a Néstor Kirchner en la ruta provincial 5, cercano al puente sobre el río Anisacate, cerca de la localidad de Anisacate.[321]
- estatua de Néstor Kirchner instalada por los trabajadores mineros en el ingreso a la mina Río Turbio; es de bronce, mide 2,40 metros, y cuenta un pedestal de piedra y carbón extraídos de la mina.[321]
- En 2013, un grupo de científicos bautizaron en honor a Kirchner a una especie de roedor descubierto en la meseta de la provincia de Chubut; el Tympanoctomys kirchnerorum es la primera nueva especie en ser identificada en 50 años.[322]
- En 2016 científicos argentinos bautizaron a una especie de libélulas género Kirchnerala en honor al expresidente.[323]
- En el Bolsón se levantó un busto en su memoria en octubre de 2011.[324]
- En 2018 en Lomas de Zamora se inauguró el ateneo Néstor Kirchner.[325]
- En 2017 se inauguró un busto en su honor en General Rodríguez en el bulevar de la avenida 25 de Mayo aprobada por el Concejo Deliberante en noviembre del 2016 que tuvo apoyo mayoritario de los concejales.[326]
- El 27 de octubre de 2020, a 10 años del fallecimiento de Kirchner, el presidente Alberto Fernández, acompañado por funcionarias y funcionarios públicos, colocó una estatua del expresidente en el Centro Cultural Kirchner, ubicado en CABA.[327]
- Además, a 10 años del fallecimiento del expresidente, pintaron un mural con su cara en plaza de Mayo, en una manifestación en homenaje al exgobernador santacruceño.
- En el año 2023 se inauguró un gasoducto homónimo, el más extenso de América Latina[328]

## Historia electoral
|  | 32,92 % |

|  | 66,37 % |

|  | 54,59 % |

|  | 22,25 % |

|  | 32,18 % |